# アルハンブラ宮殿

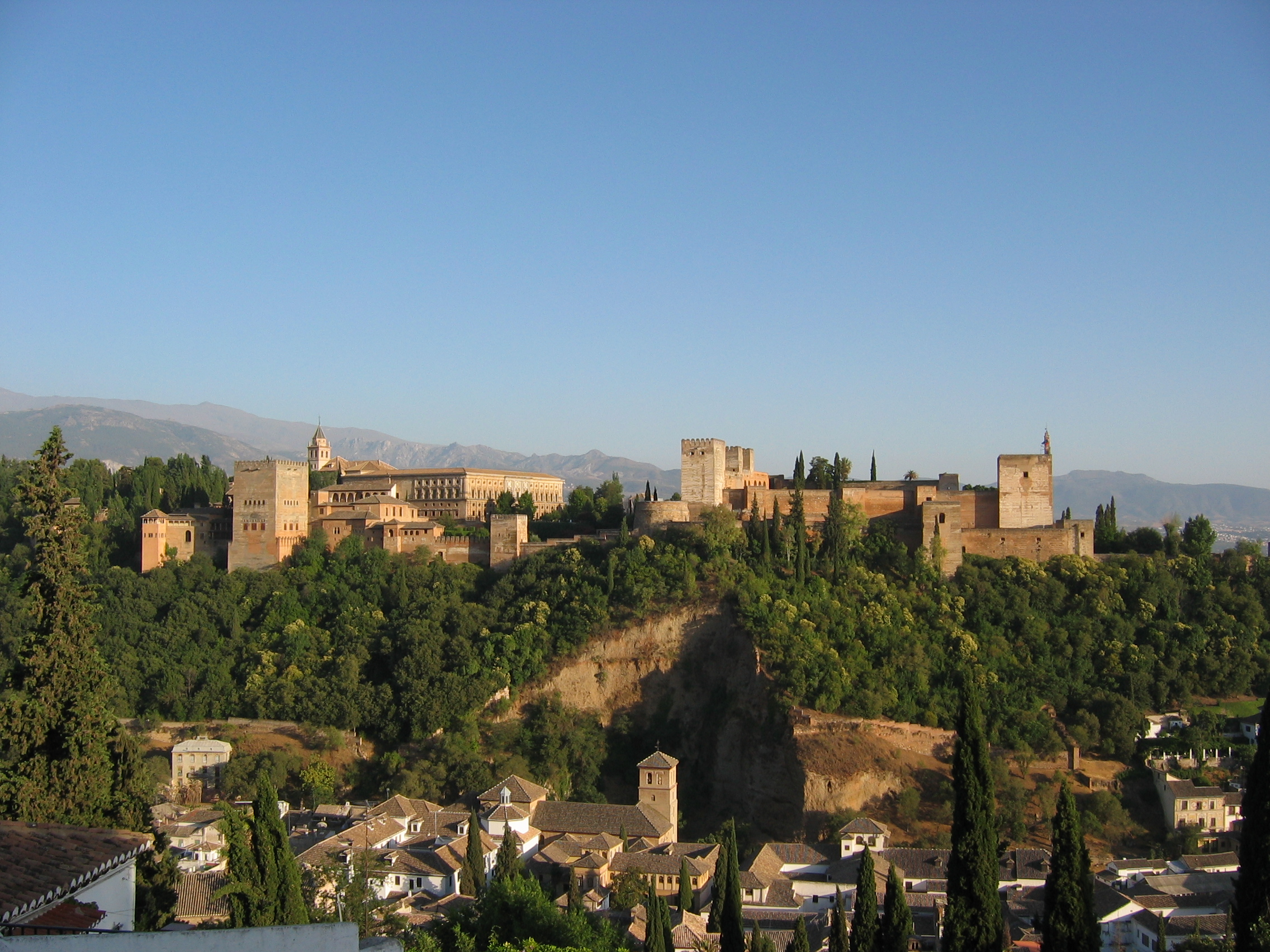
グラナダ市南東の丘に位置するアルハンブラ宮殿

アルハンブラ宮殿（アルハンブラきゅうでん、スペイン語: la Alhambra ラランブラ）は、スペインのアンダルシア州グラナダ県グラナダ市南東の丘（サビーカの丘）の上に位置する城塞・宮殿である。

## 概要
宮殿と呼ばれているが城塞の性質も備えており、その中に住宅、官庁、軍隊、厩舎、モスク、学校、浴場、墓地、庭園といった様々な施設を備えていた。現代に残る大部分は、イベリア半島（アル＝アンダルス）最後のイスラム王朝・ナスル朝の時代の建築とされ、初代ムハンマド1世が建築に着手し、その後のムスリム政権下で増築された。スルタン（王）の居所であるとともに、城壁2km、総面積は13万平方メートルに及び、最盛期には王族と従者・兵士ら約2000人が居住する城塞都市でもあった。
夏場非常に暑いと言われるグラナダの中でもとても涼しい場所に位置し、ウマの背のような形をした緑多い丘に立地する。
建築の材料には、煉瓦、木材、練土などのもろいものが多く、彫刻を施した石材などは最低限しか使用されていない。アルハンブラ宮殿の中心は、いくつかの建造物に囲まれた中庭（パティオ）におかれ、他のイスラーム建築の例に倣っている。

## 名称

### 元になったアラビア語
アルハンブラ自体はアラビア語で「赤い；赤い（もの）」を意味する名詞・形容詞にちなむ。
語形としては「赤い；赤い（もの）」「赤、赤色」を意味する名詞・形容詞 أَحْمَرُ（aḥmar, アフマル） の女性形 حَمْرَاءُ であり、発音は
1. 文語アラビア語発音非休止形：ḥamrāʾu, ハムラーウ
2. 文語アラビア語発音休止形：ḥamrāʾ, ハムラーッとハムラーゥを混ぜたような発音
3. 口語アラビア語発音（1）：ḥamrā, ハムラー
4. 口語アラビア語発音（2）：ḥamra, ハムラ

となっており、現代アラビア語における文語会話では2の発音、口語（方言）における日常会話では3ないし4の発音が行われている。（学術的な日本語カタカナ表記は3に依拠。）
上記の女性形 حَمْرَاءُ（ḥamrāʾ, ハムラー）に定冠詞がついた اَلْحَمْرَاءُ（al-ḥamrāʾ, アル＝ハムラー) と呼ばれていたものが由来で、スペイン語において転訛し「Alhambra」となったとされている。
この「赤い」という語は前に被修飾語である名詞を伴い、アル＝カルア・アル＝ハムラー (اَلْقَلْعَةُ الْحَمْرَاءُ, 転写：al-qalʿah(ないしはal-qalʿa) al-ḥamrāʾ, 実際の発音：ʾal-qalʿatu-l-ḥamrāʾ, アル＝カルアトゥ・ル＝ハムラー(ッ)) のように呼ばれていたという。

### 「赤」の名を持つに至った由来
命名の直接的な由来そのものについては諸説存在し、定かではない。
そのうちの代表例としては
- 城壁の色が赤かったため。[7]
- 建材の色が赤みがかっていたため。[10]
- 城塞（宮殿）が建っている土地の土壌が赤かったため。[10]
- グラナダの地を統治していたバヌー・ナスル（بنو نصر, Banū Naṣr, 「ナスル一族、ナスル家」の意）の成員らに赤髪（アラビア語では"金髪（شُقْرَة, shuqrah ないしは shuqra）"との表現）の者たちがおり父祖に「アル＝アフマル（الأحمر, al-Aḥmar、「赤」の意）」とのあだ名がついたことから生まれた一族の呼び名別名[11]バヌー・アル＝アフマル（بنو الأحمر, Banū al-Aḥmar, 「アル＝アフマル（赤）一族、アル＝アフマル（赤）家」の意）にちなむ。[10][12]
- 軍事拠点だった城塞に松明が灯されると赤く見えたため。[10][12]
- 城塞（宮殿）の近隣地域が「赤の城塞都市（قصبة الحمراء, Qaṣbat al-Ḥamrāʾ, カスバト・アル＝ハムラー）」ないしは「赤の街、赤い街（المدينة الحمراء, al-Madīna al-Ḥamrāʾ, アル＝マディーナ・アル＝ハムラー）」と呼ばれていたため。[13]

などが挙げられる。

### 現代アラブ諸国における呼称
現代のアラブ諸国では、アラビア語で قصر الحمراء（転写：Qaṣr al-Ḥamrāʾ, カスル・アル＝ハムラー、実際の発音：Qaṣru-l-Ḥamrāʾ, カスル・ル＝ハムラー(ッ)）と呼ばれており、直訳は「赤の宮殿」すなわち「アルハンブラ宮殿」という意味となっている。
一方「アル＝カルア・アル＝ハムラー 」(اَلْقَلْعَةُ الْحَمْرَاءُ, 転写：al-qalʿah(ないしはal-qalʿa) al-ḥamrāʾ)についてはインドのデリーにある城塞「赤い城」を指すのに用いられており、アルハンブラ宮殿の現アラビア語名称としては一般的ではない。 

## 歴史
アルハンブラは構造的には一つの城塞都市であるが、当初から全体の形が計画されていたのではない。異なる時代に建てられた様々な建築物の複合体であり、時代により、建築様式や形状などが異なっている。その前半はムーア人王朝の栄枯盛衰と共にあり、9世紀末イベリア半島南部を版図としていた後ウマイヤ朝末期の、アルカサーバと呼ばれる砦が原形であるといわれている。これは、アラブ人が農民の反乱軍からの防御壁として築いたものである。
イスラム教徒がイベリア半島に進出する前、8世紀初頭まで、この地は西ゴート王国の支配下にあった。711年、ウマイヤ朝の北アフリカ総督であるムーサー・イブン・ヌサイルが武将ターリクに命じ、トレドまでを占領。その後数年で、イベリア半島全域がイスラーム圏となった。この地に、最初に栄えたのが後ウマイヤ朝であるが、このときの都はまだコルドバであり、グラナダの丘の上には軍事要塞アルカサーバだけが建てられていた。現在、アルハンブラの最も西の部分である。
11世紀前半、1031年の後ウマイヤ朝滅亡後にキリスト教徒の国土回復運動であるレコンキスタが本格化し、カスティーリャ王国のアルフォンソ6世が1085年にトレドを降伏させ、後にフェルナンド3世が1236年にコルドバ、1246年にセビリアを陥れた。このレコンキスタは、イスラム圏にとってはキリスト教徒による再征服活動であり、イスラム圏に残されたのは、グラナダを中心とするアンダルシア南部地方のみとなった。
アルハンブラ宮殿が大きく拡張されたのは、このレコンキスタが進展した時期であり、グラナダを首都としたナスル朝（1238年 - 1492年）の時代に入ってからである。メディナ出身のデアル・アフマド家の血を引くムハンマド1世、およびその息子のムハンマド2世が60年も歳月をかけ、水道を設置し、アルカサーバの拡張工事を行い、宮殿（14世紀に取り壊され、現在は残っていない）を造った。
その後も歳月と共に建物や塔が建築されていったが、大きな変貌を遂げるのは、ナスル朝の黄金時代を築いたユースフ1世とその息子のムハンマド5世の時代である。
ユースフ1世時代には、城廊では、マチューカの塔、コマレスの塔、正義の門、スィエテ・スエーロスの門、宮殿ではコマレス宮を中心とする建物が造られた。14世紀の学者イブン・ファドルッラー・（アル＝）ウマリー（ابن فضل الله العمري, Ibn Faḍl Allāh al-ʿUmarī、（シハーブッディーン・（アル＝）ウマリー, شهاب الدين العمري, Shihāb al-Dīn al-ʿUmarī）とも）の歴史書によると、スルタンは月曜と木曜の朝にサビーカの丘にある法廷で人々と共に座し、コーランのうちの10章や預言者ムハンマドの言行録（ハディース）の一部を朗読。宰相（ワズィール）が人民から話の聞き取りなどを行ったと伝えている。この集まりにはスルタンの親族らも参加していたという。
ムハンマド5世の時代には、城廊では、ぶどう酒の門（城廊のなかでは唯一アラベスク模様の装飾がある）、宮殿ではライオンの中庭を中心とする建物が造られた。ライオンの中庭は、長さ28メートル、幅16メートルで、庭を囲む4つの建物には124本の大理石円柱が立ち並んでいる。中庭の東側にある諸王の間には、10人のアラブ人貴族を描いた絵画がある。これは、初代のムハンマド1世から十代のアブー・サイードまでのナスル朝スルタンであるという説と、重臣が法廷を開いている場面であるという説があり、後者の説に基づき、「裁きの広間」とも呼ばれている。
ムハンマド5世没後、ナスル朝はおよそ100年間存続するが、新たな建造物はほとんど建てられなかった。カトリックのレコンキスタの中、グラナダがイベリア半島におけるイスラム勢力の最後の拠点となる。
1492年1月2日、10年の攻囲の末、グラナダは陥落、アルハンブラは無血開城し、王らは退去。その後、アルハンブラ宮殿にも一部手が加わった。グラナダがキリスト教徒の手に渡った直後に、カルロス5世がこの地を避暑地として選び、カルロス5世宮殿を建設。当時イタリア留学であったペドロ・マチューカが、正方形の建物の中央に、円形の中庭を設けるという設計をし（現在も未完成）、スペインにおける純イタリア様式の成功傑作と称されている。
スペインは、この地を1718年まで城代に管理を任せていたが、カルロス1世（カール5世）の時代に入ると、この宮殿を自らの帝国の支配の中心地にする考えを持っていたと言われており、いくつかの改築が行われている。カルロス5世の噴水や、カルロス5世の宮殿の建設が始まり（宮殿は完成することはなかった）、モスクは教会へ変えられ、礼拝堂や修道院が建築されている。
現在のスペイン国家は、公式にはレコンキスタの過程でイスラム的な文化を払拭（カトリック教会側から見れば浄化）して建てられたカトリック教国であるが、現代にアルハンブラ宮殿が残されていることからも、民衆がこの宮殿の文化的価値を肯定したとも推察され、この要塞の様式がパティオなどの建築文化に与えた影響も窺える。
また、スペインを訪れるイスラム教徒たちは、このアルハンブラを他の誰にも増して特別な気持ちで見るという。彼等にとってアルハンブラはイスラム＝スペイン（アル＝アンダルス）の象徴であり、イスラムの支配と信仰が砕かれてもなおスペインに残った輝かしい遺産なのである。
アルハンブラ宮殿は、栄枯盛衰を経てもなお破壊されることなく残され、現在スペイン屈指の世界遺産となり世界中からの観光客が訪れる名所となっている。

## 世界遺産
1984年にブエノスアイレスで行われた第8回世界遺産委員会で、ヘネラリーフェ離宮、アルバイシン地区と共に世界遺産に登録された。
この世界遺産は世界遺産登録基準のうち、以下の条件を満たし、登録された（以下の基準は世界遺産センター公表の登録基準からの翻訳、引用である）。
- (1) 人類の創造的才能を表現する傑作。
- (3) 現存するまたは消滅した文化的伝統または文明の、唯一のまたは少なくとも稀な証拠。
- (5) ある文化（または複数の文化）を代表する伝統的集落、あるいは陸上ないし海上利用の際立った例。もしくは特に不可逆的な変化の中で存続が危ぶまれている人と環境の関わりあいの際立った例。

## 構造物群

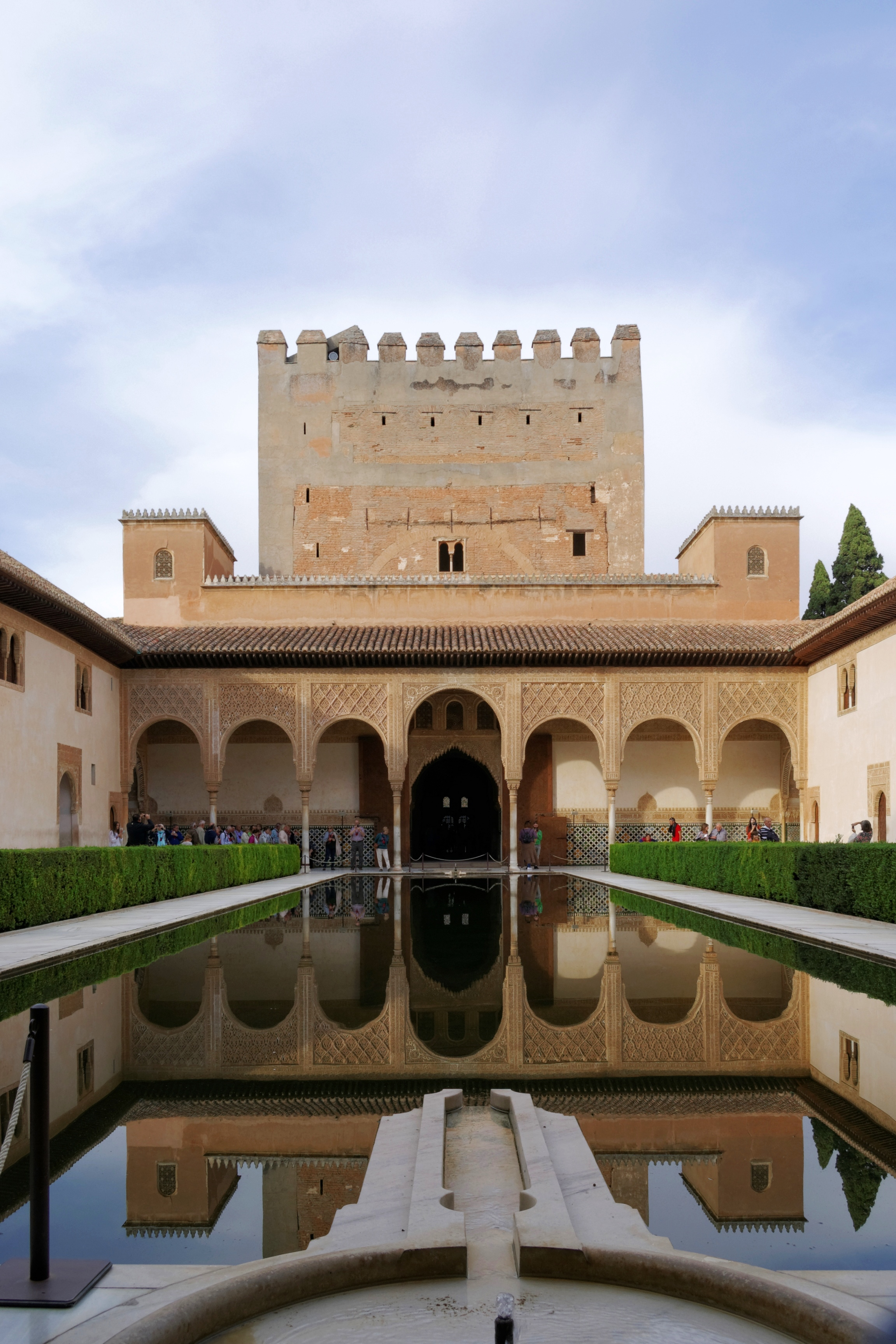
アラヤネスのパティオ

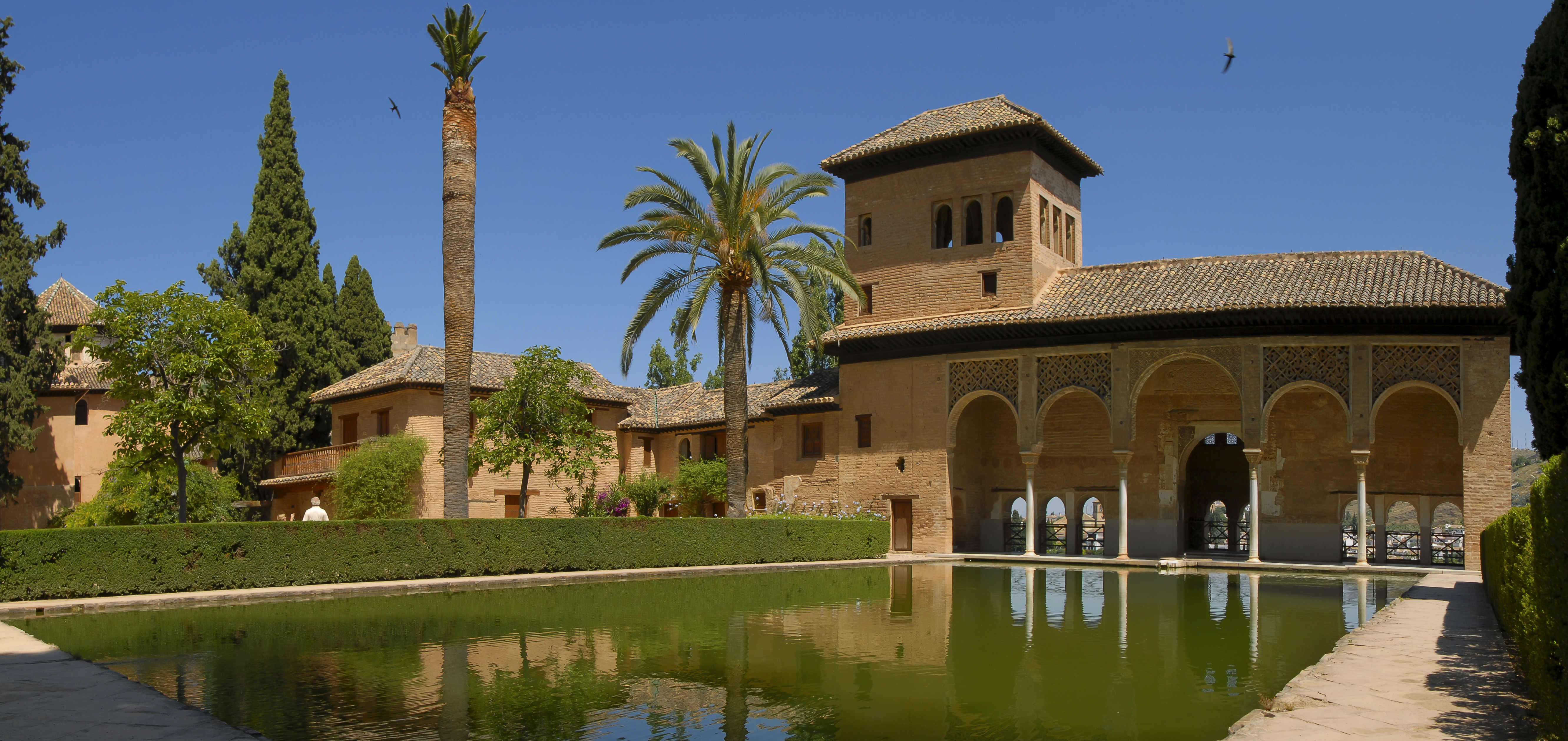
パルタル庭園

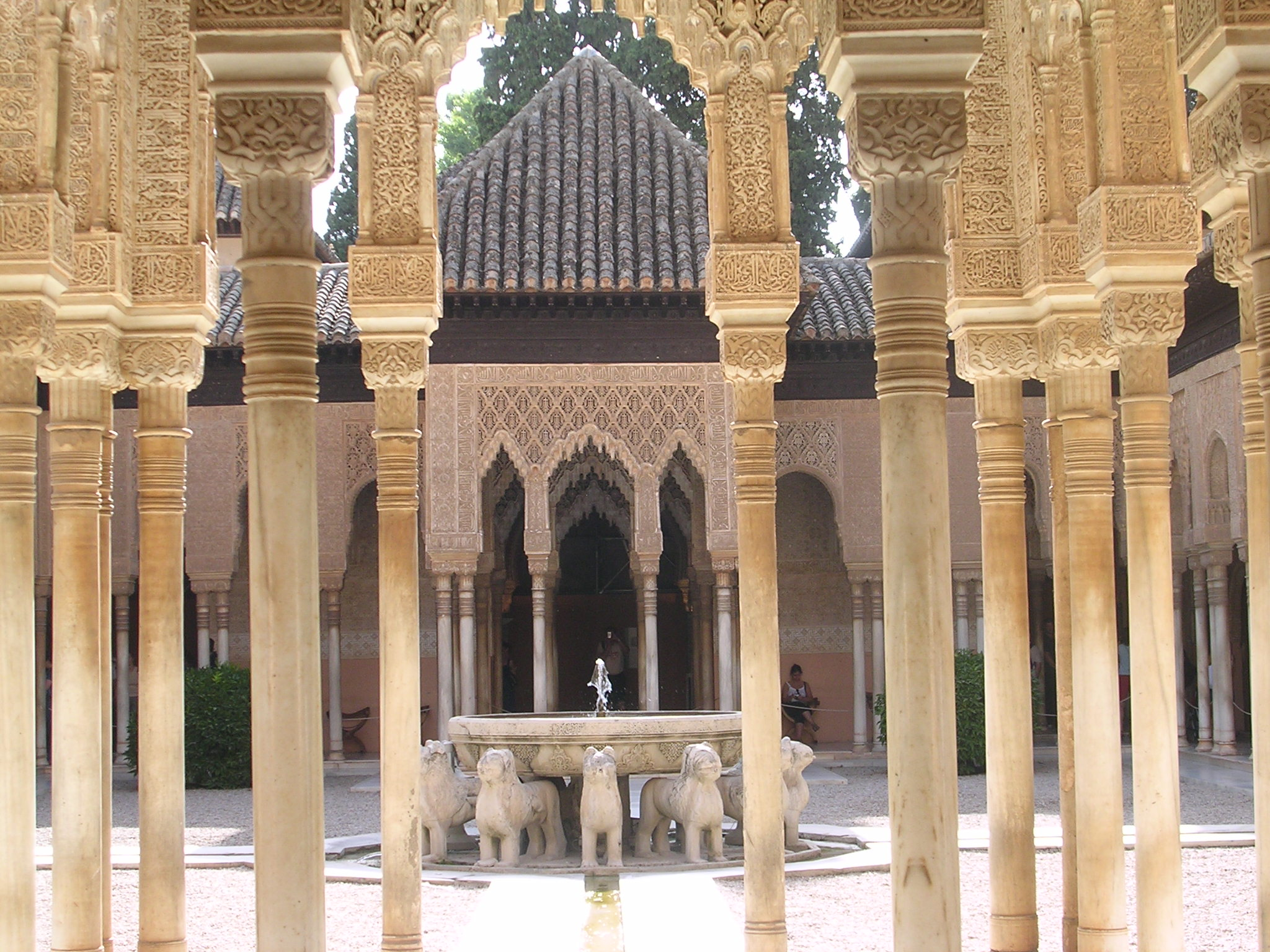
ライオンの中庭

- カルロス5世の噴水
- 裁きの門
- ぶどう酒の門（ワイン門）
- アルカサーバ
- ナスル朝の軍事施設
- メスアール宮[20]
  - メスアールの間
  - メスアールの祈祷室
  - 黄金の間
  - ファサード
  - マチューカの中庭
- コマレス宮[20]
  - アラヤネスの中庭[20]
    - 水鏡
    - アリカタード（モザイクタイル）

  - バルカの間
  - 大使の間
    - 広間の天井
    - アラベスク模様
    - 漆喰細工
    - アラブ装飾書体
- ライオンの中庭[20]
  - ライオンの噴水
  - 諸王の間
  - 二姉妹の間
    - 鍾乳石飾りの天井　垂れ下がる鍾乳石に見立てた漆喰作りの飾りで天井が覆われている

  - リンダラハのバルコニー
- パルタル
  - 貴婦人の塔
  - 庭園
  - ユーフス3世の宮殿
- ヘネラリーフェ
  - 果樹園
  - ポロの中庭
  - アセキアの中庭
  - 水の階段
  - ロマンティズムのバルコニー
  - 糸杉の散歩道
  - 下の庭園
- カルロス5世宮殿

## 装飾の特徴
天井に施された彫刻は、いわゆるムカルナスと呼ばれる形式の鍾乳石飾りの天井装飾である。数種類のみの基本となるタイルを組み合わせる事によって、蜘蛛の巣状のモチーフを立体的に表現する技法になっており、イランのニーシャープールやエジプトのフスタートなど東方で発祥・発展したものがイベリア半島まで移入してきたものである。柱や壁の彫刻の中には女王が残したメッセージが隠されている。
宮殿内に敷き詰められたタイルは一枚一枚当時の職人によって作られたものである。
円、四角形、複数の線を組み合わせて造形された独特な八角形のタイルは互いにぴったりと敷き詰めることができる精巧な作りであった。
一方、柱に描かれた鮮やかなタイルアートは一枚一枚のタイルが全て異なる形、大きさになっており、違う場所にはめ込むことはできない。複数ぴったりと合わさる八角形のタイルとは正反対だ。
これらのアートは雨や水を象徴して描かれたものだ。
劣化が見られる箇所は現在修復作業が行われている。

## ギャラリー

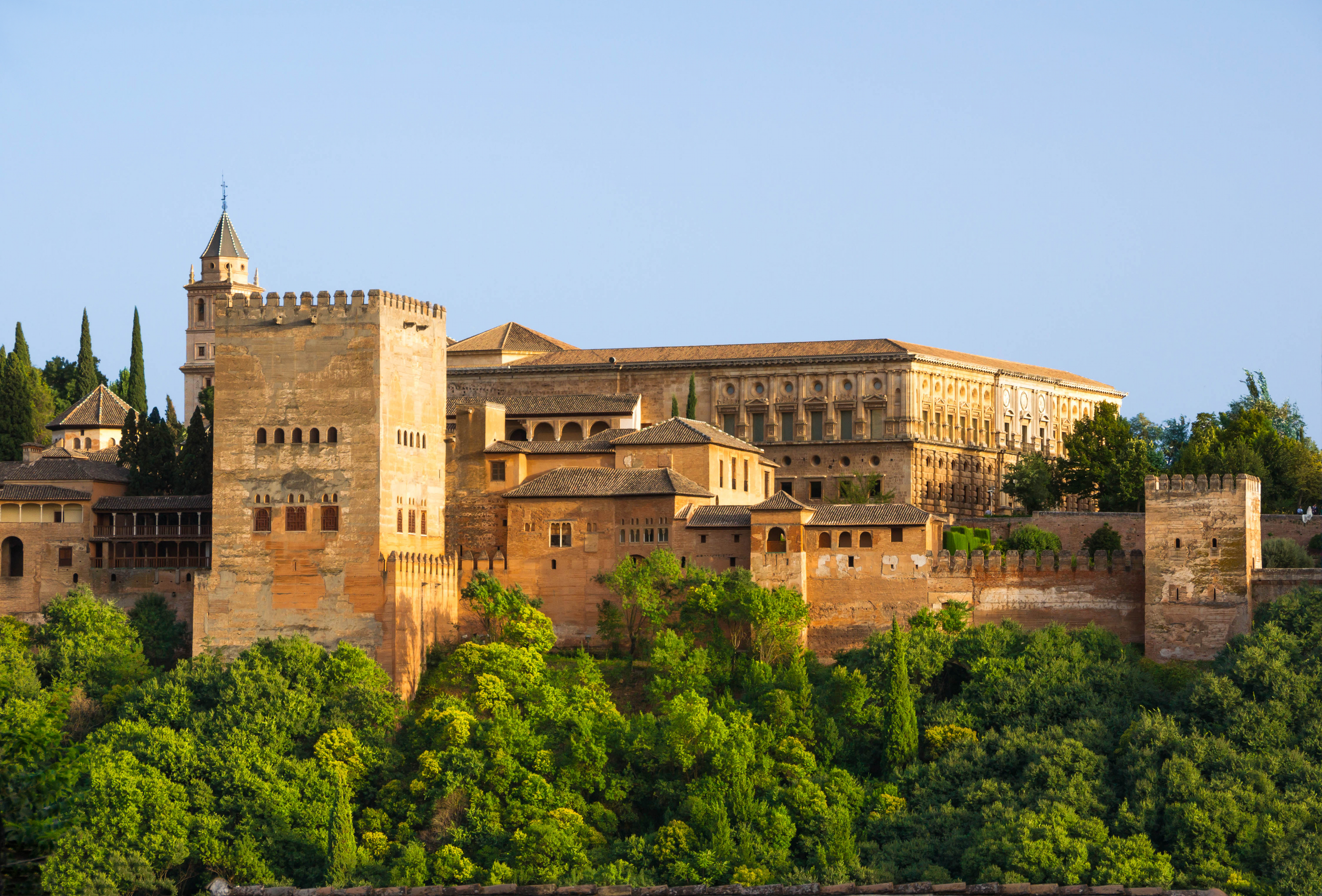
アルハンブラ宮殿
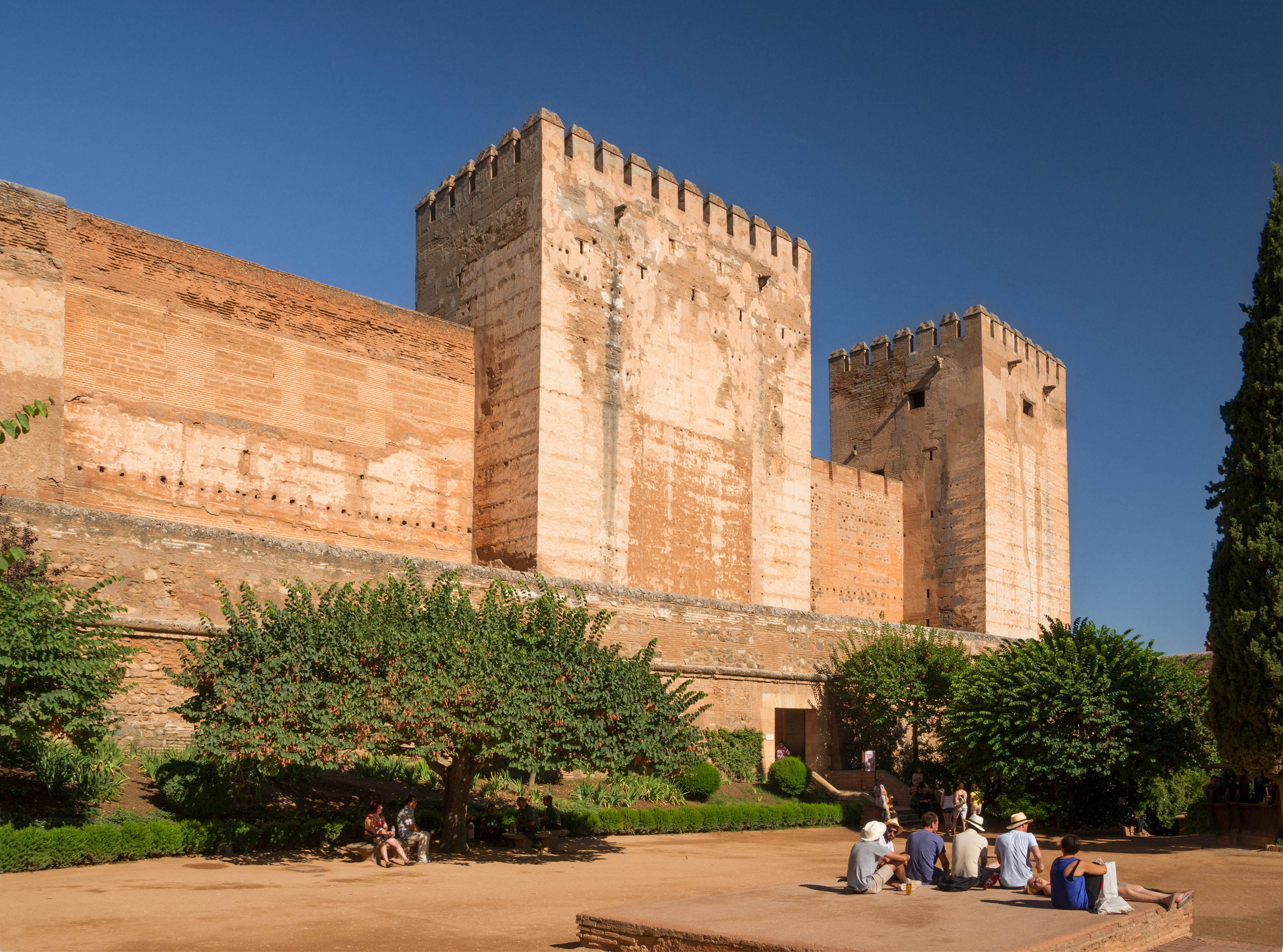
アルカサバ
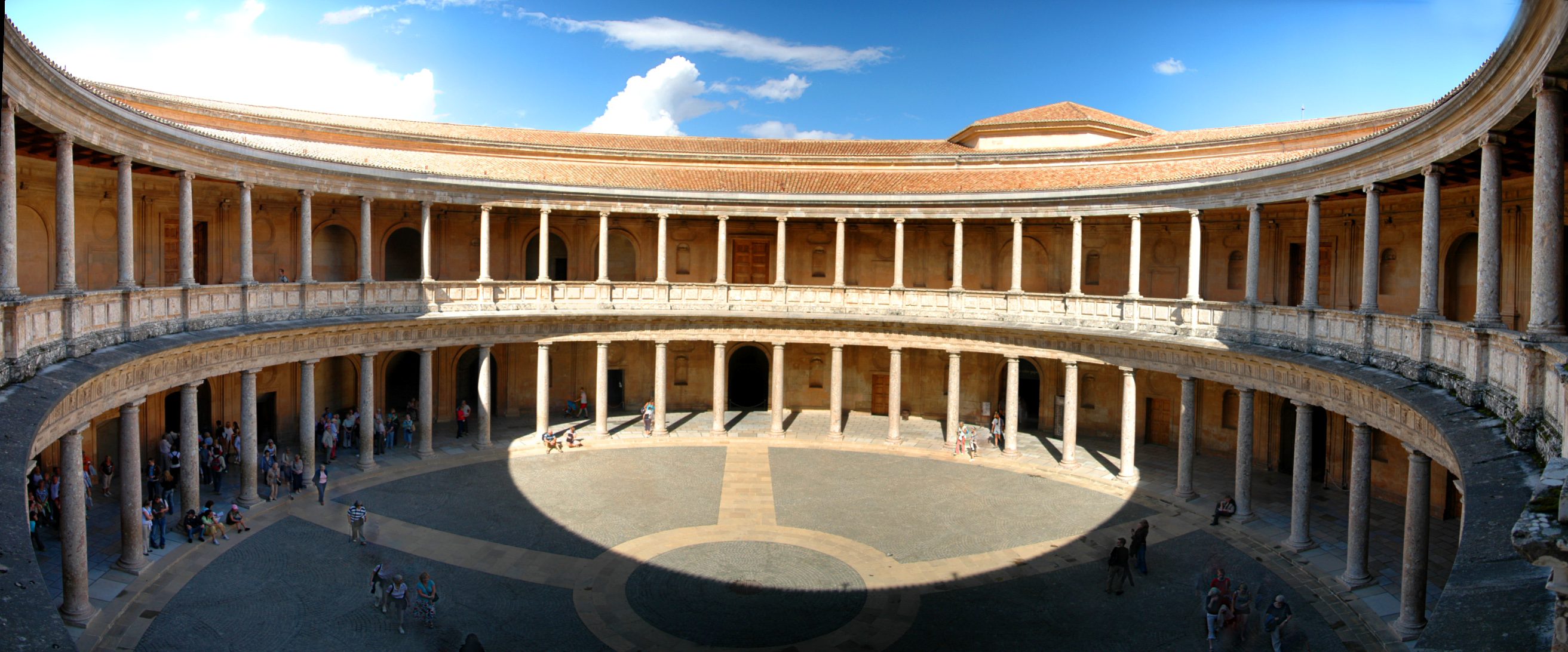
カルロス５世宮殿
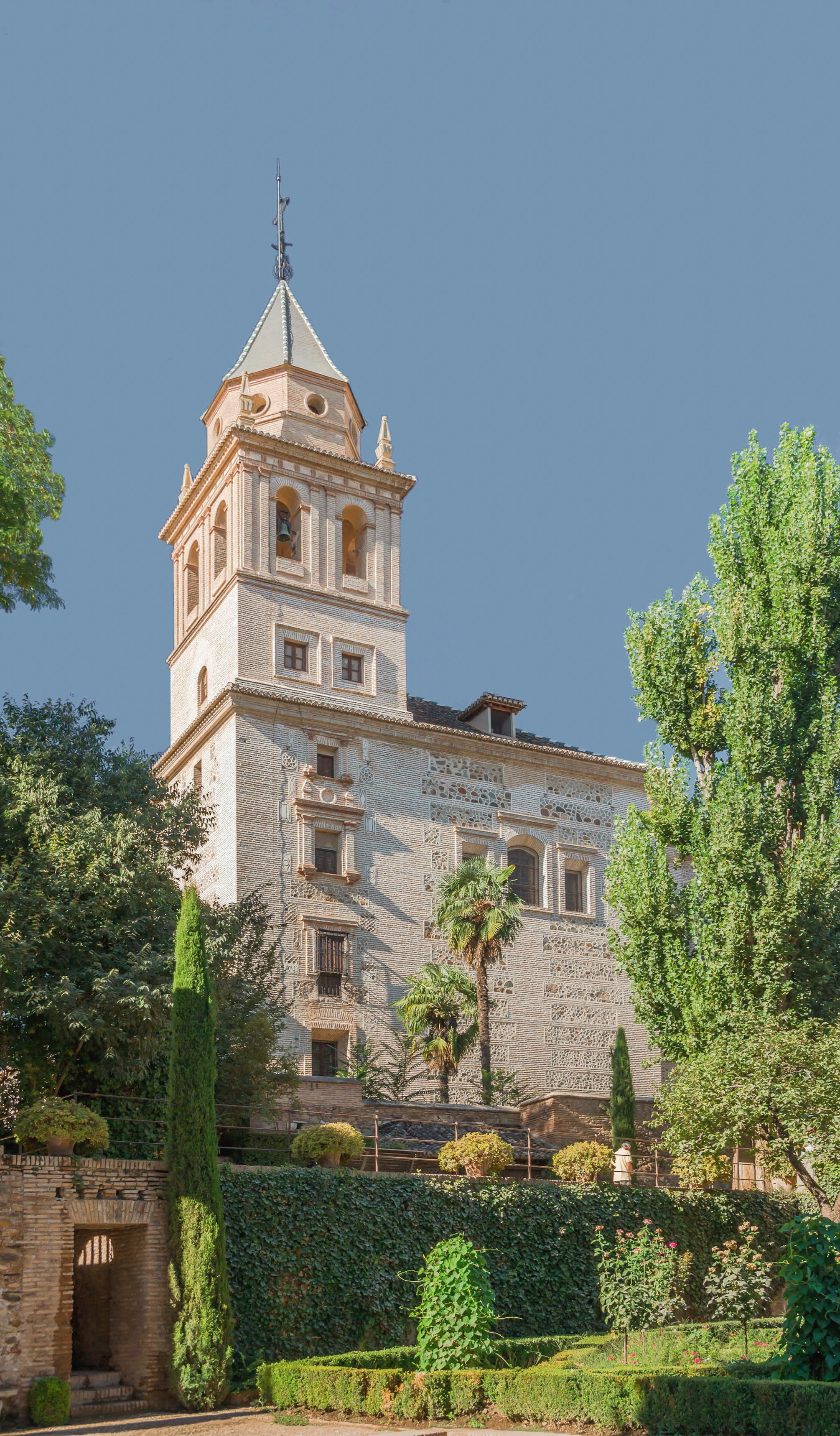
サンタ・マリア・デ・ラ・アルハンブラ教会
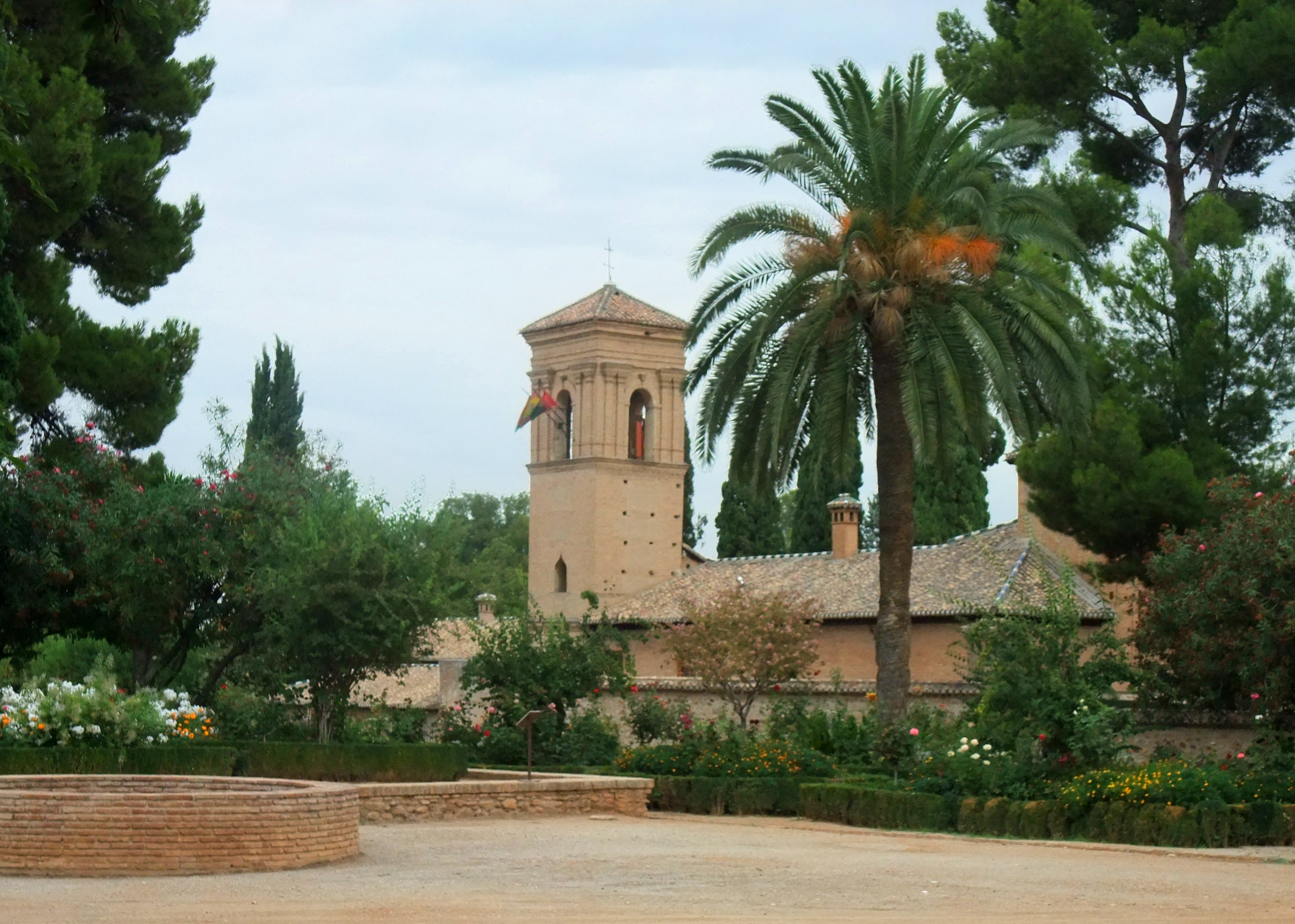
サンフランシスコ修道院
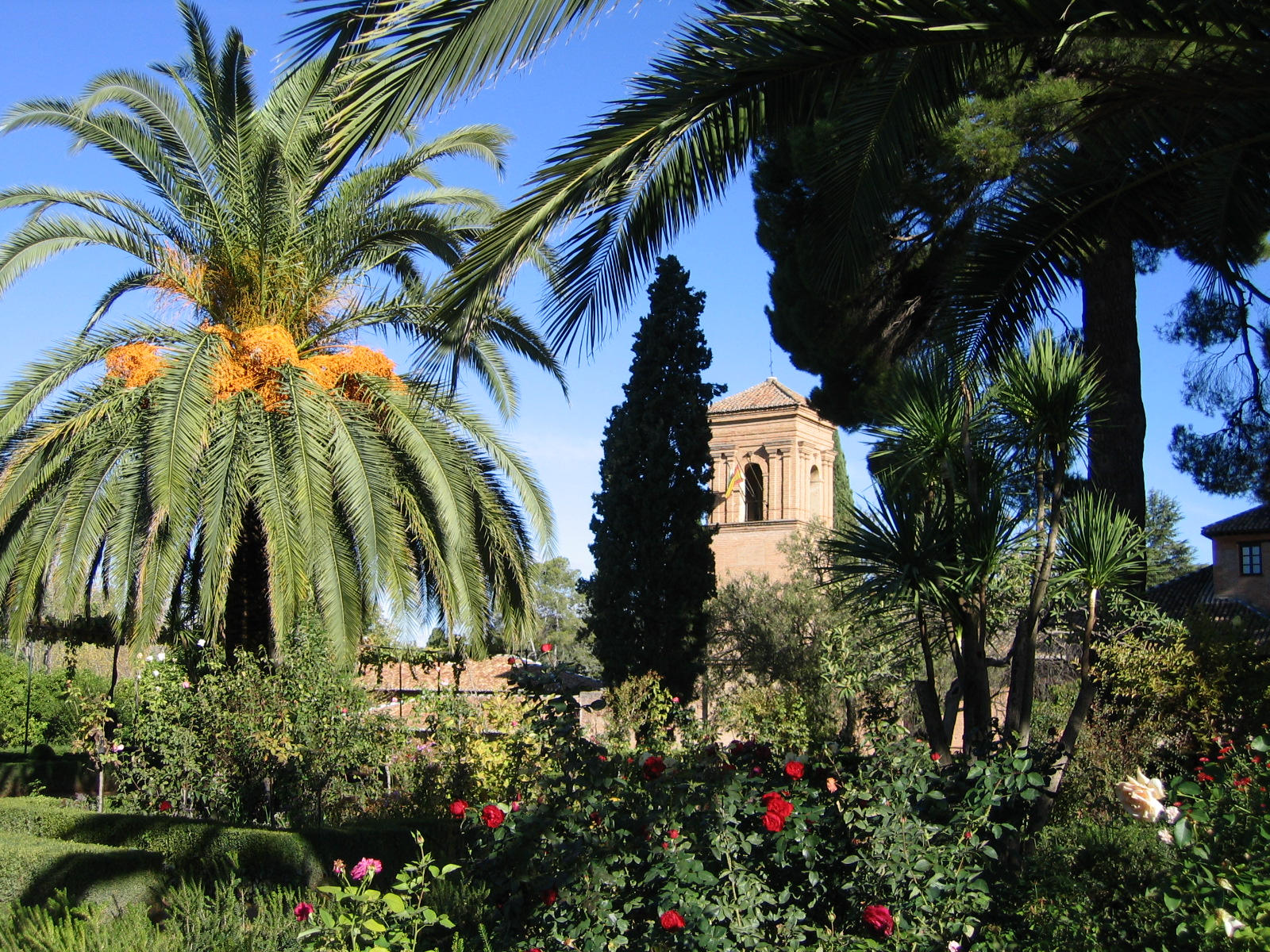
サンフランシスコ修道院
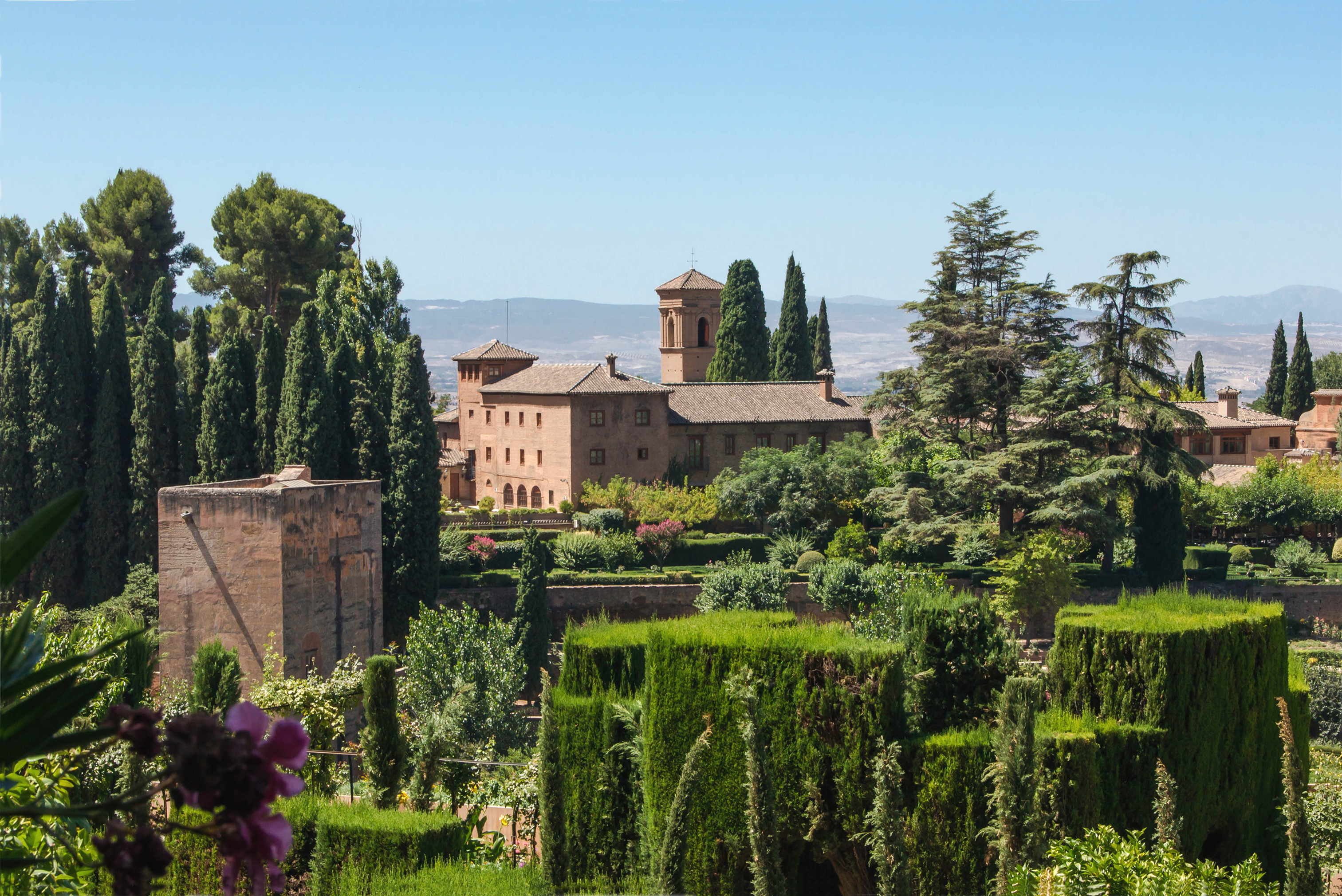
サンフランシスコ修道院
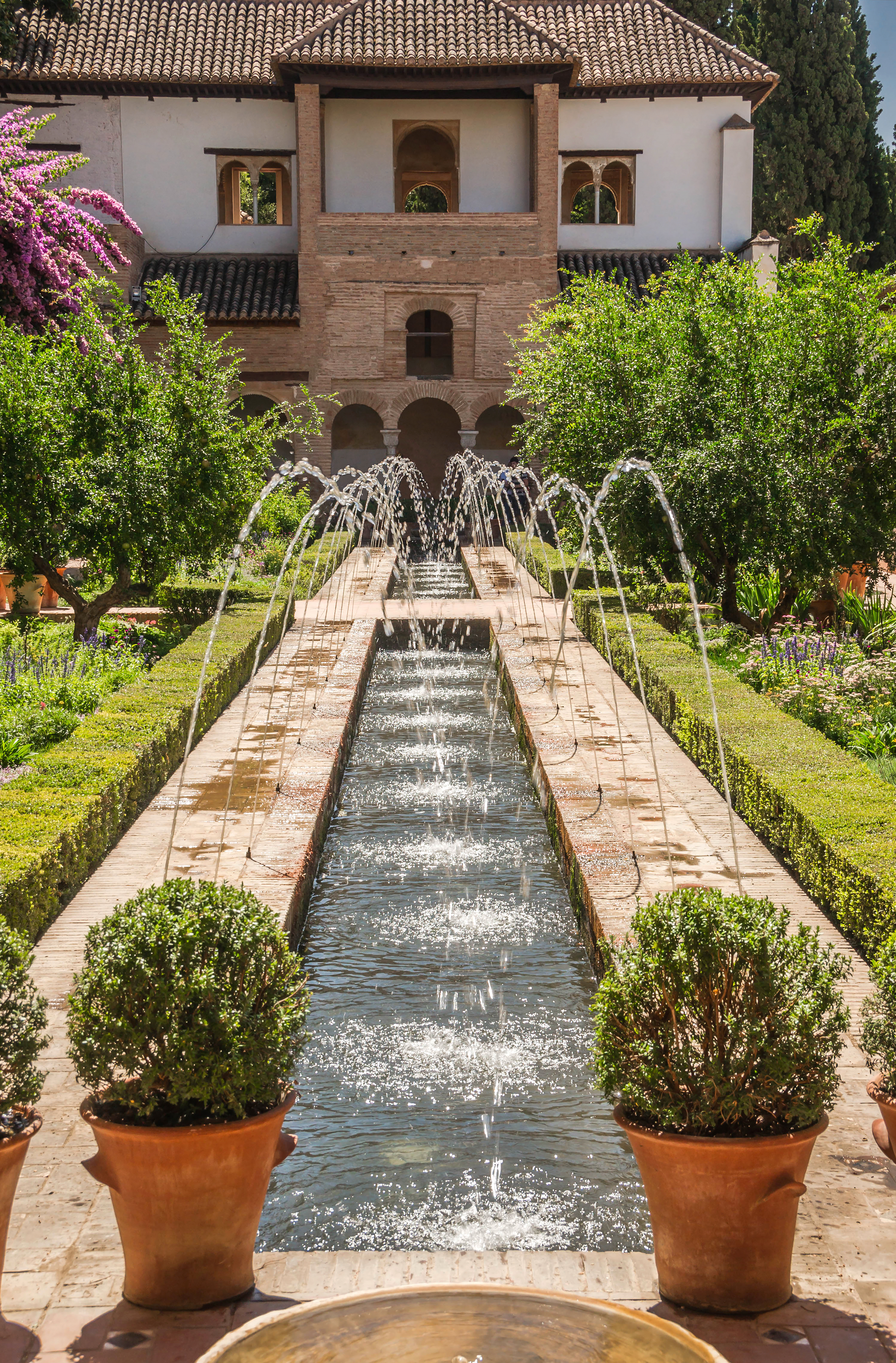
ヘネラリフェ
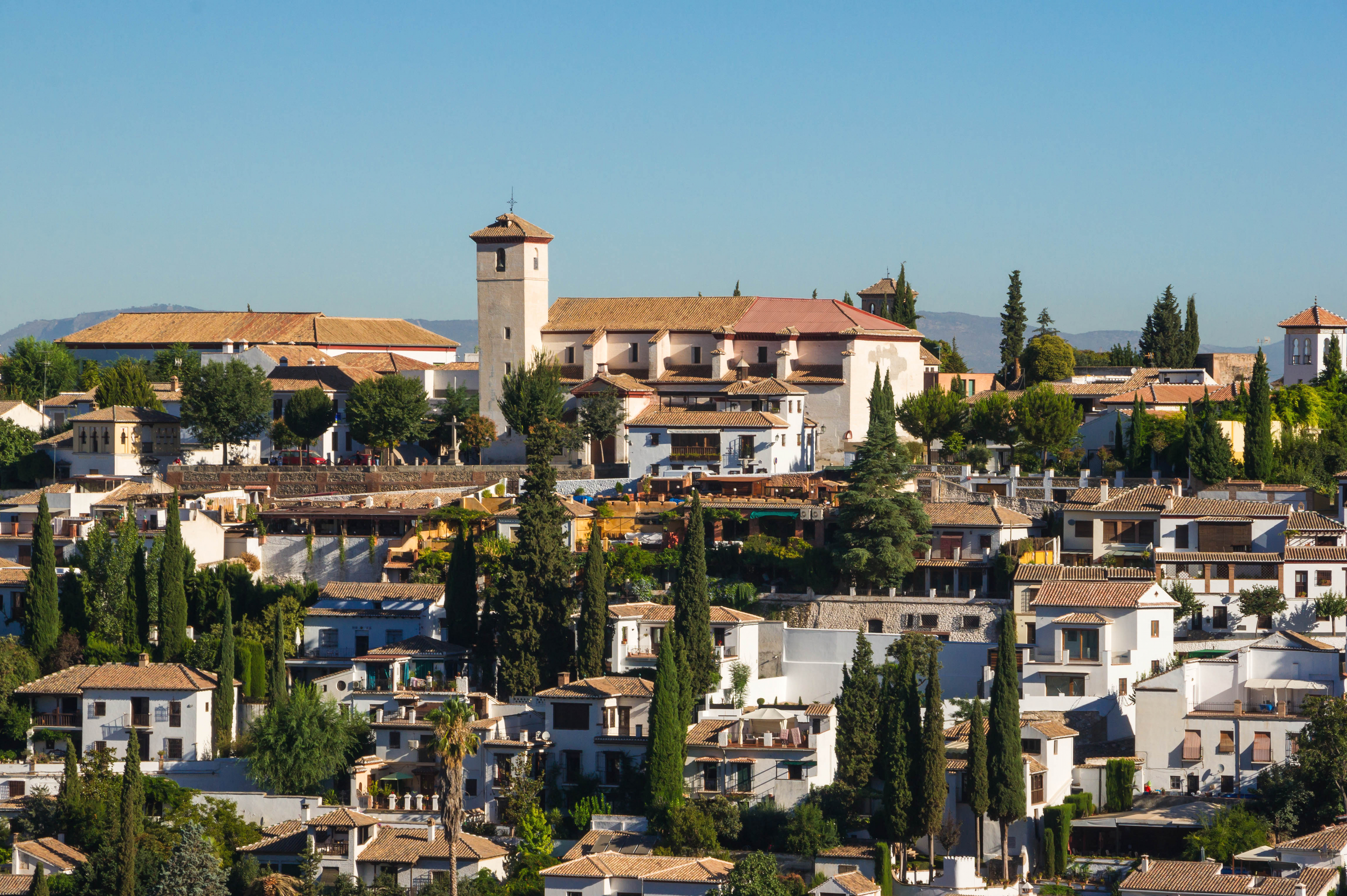
ヘネラリフェから臨むアルバイシン
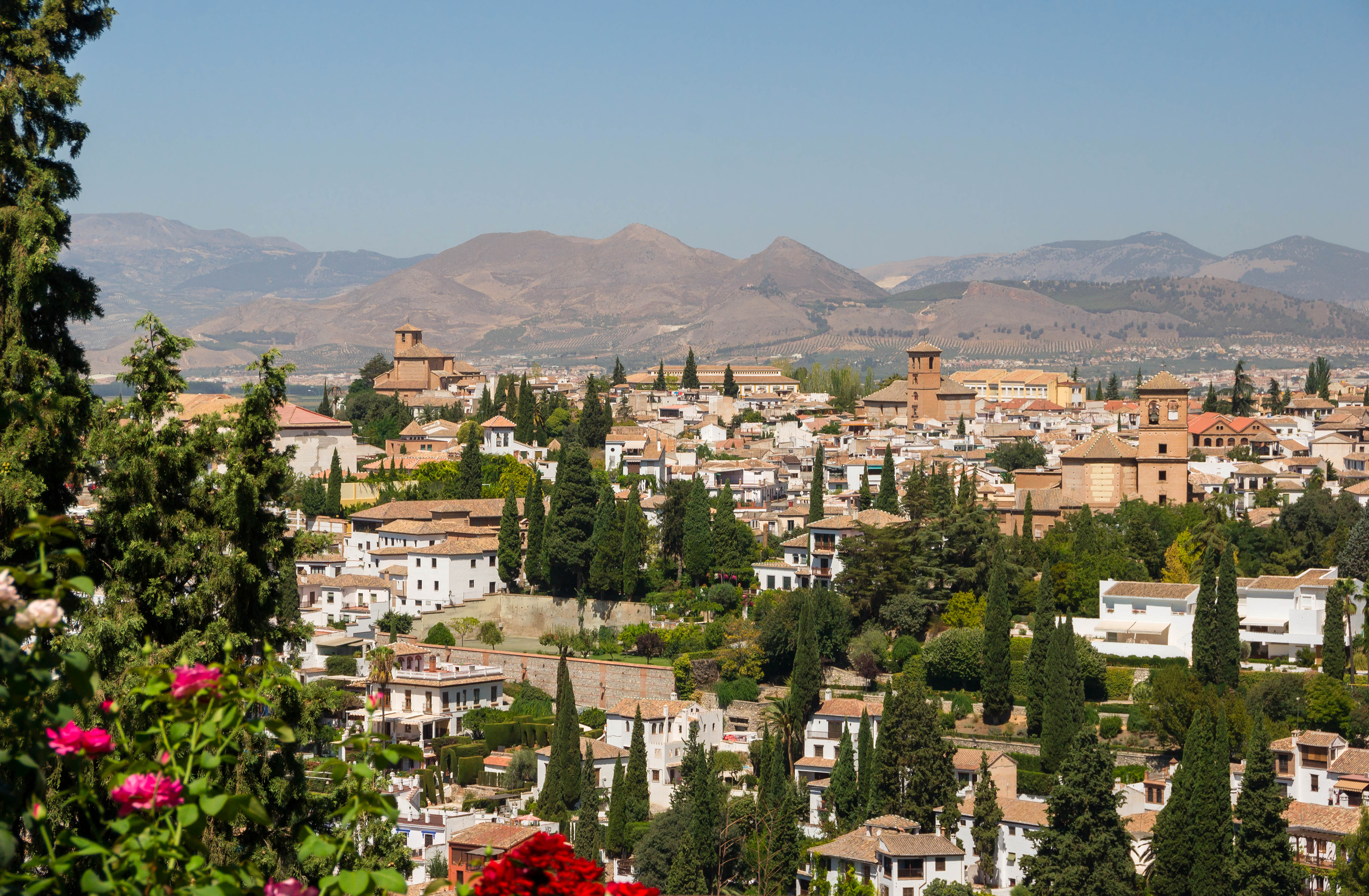
ヘネラリフェから臨むアルバイシン
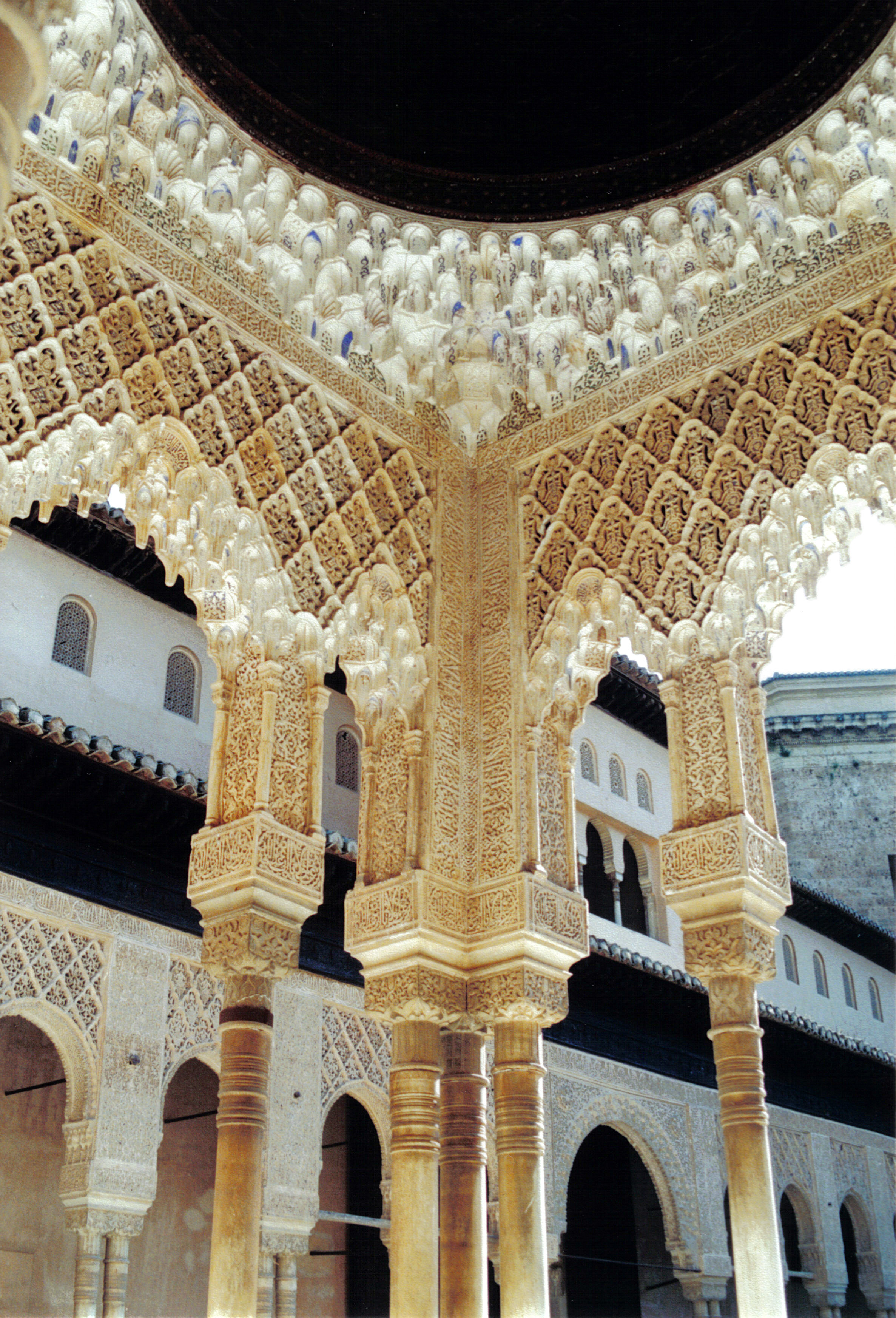
ライオンの中庭
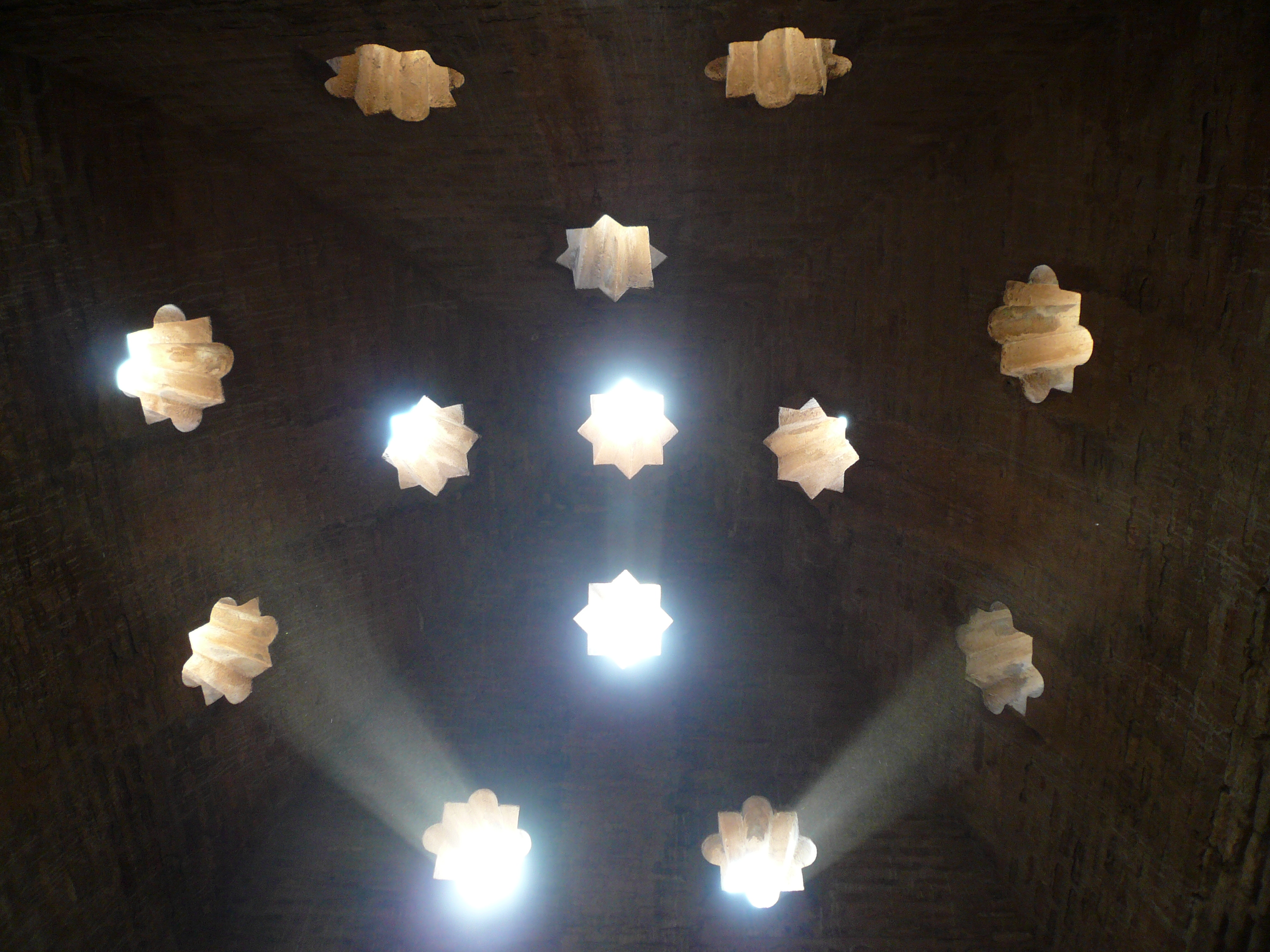
Baños de Comares
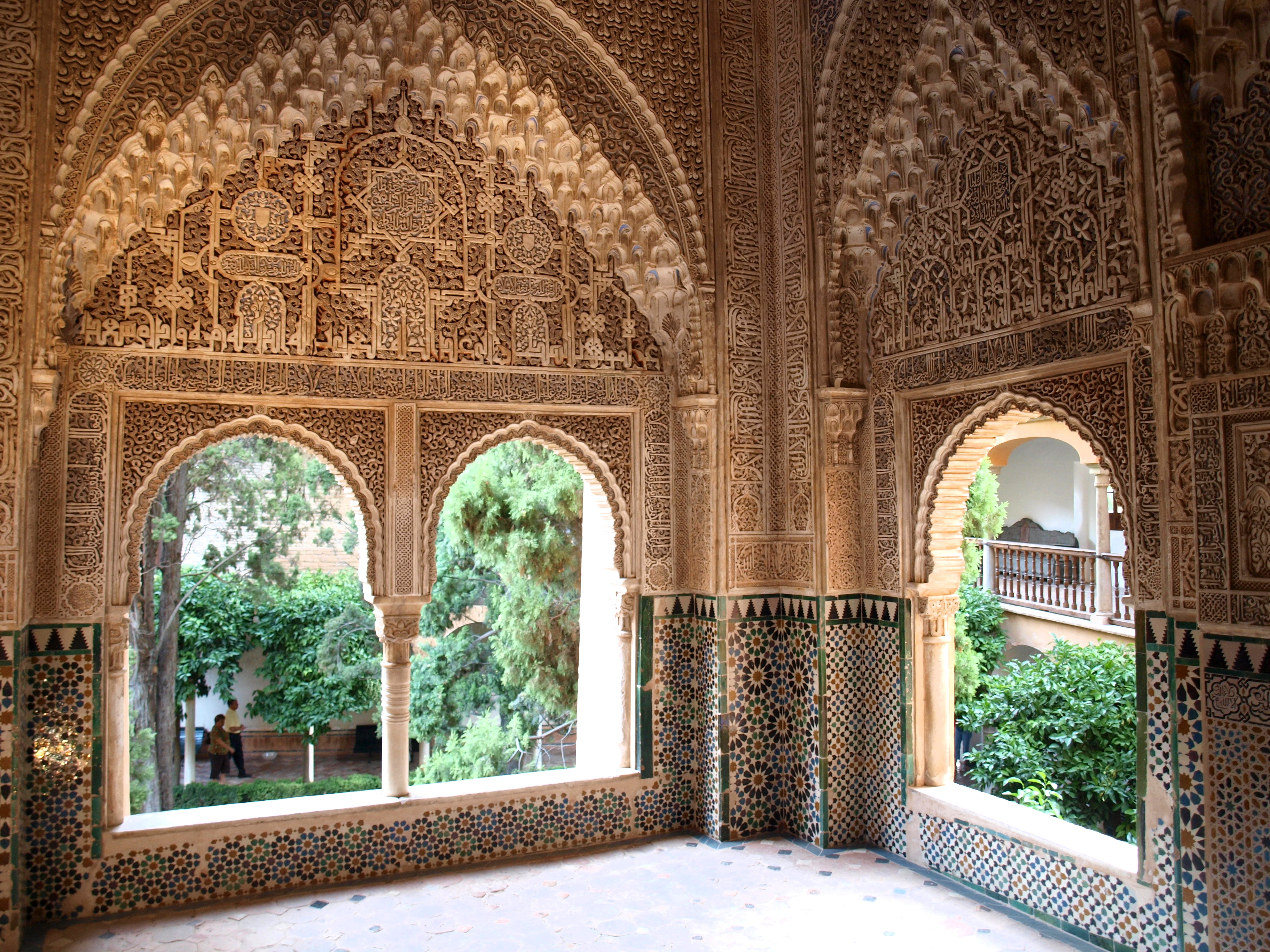
Mirador de Daraxa
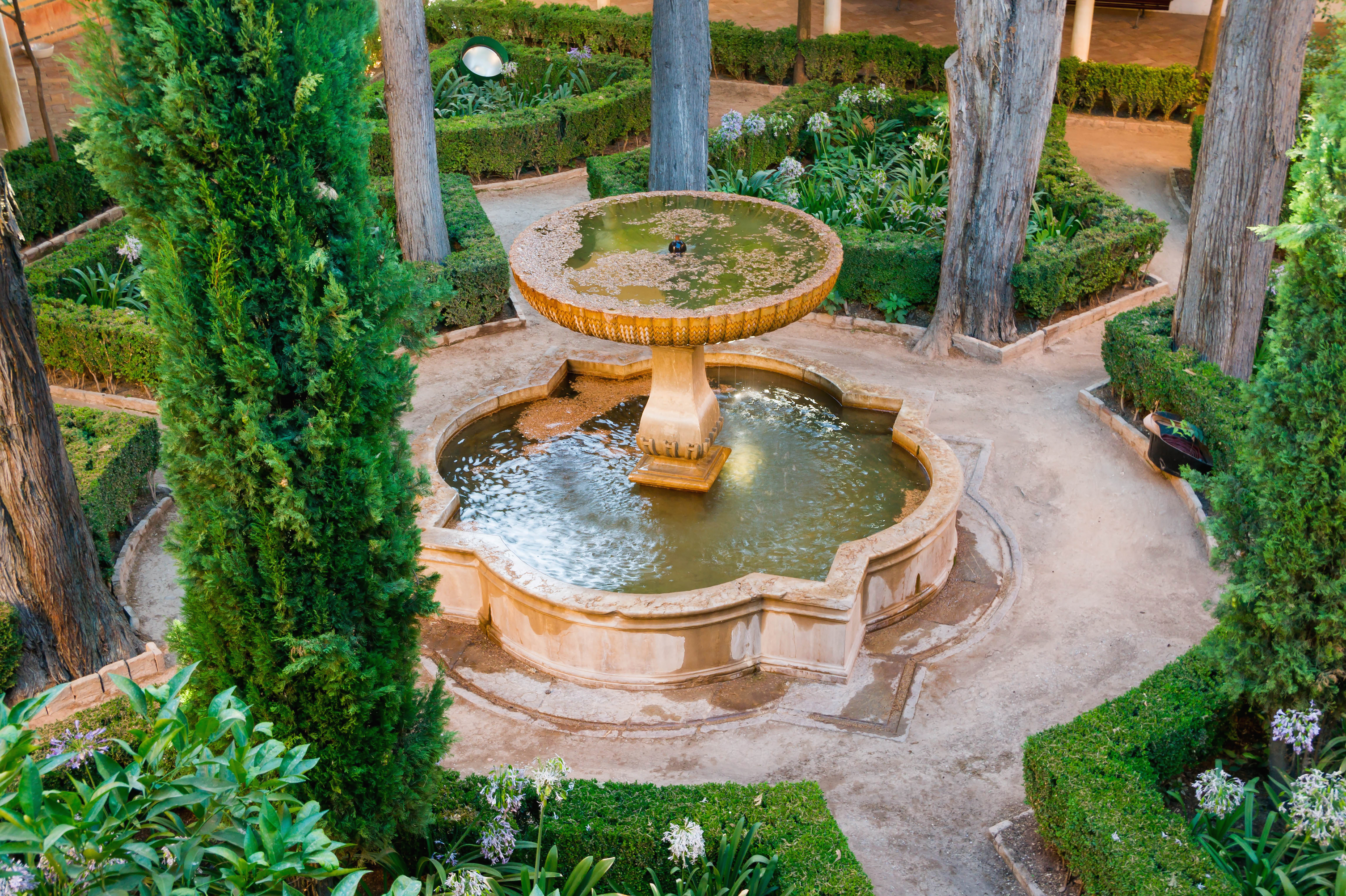
Patio de la Lindaraja
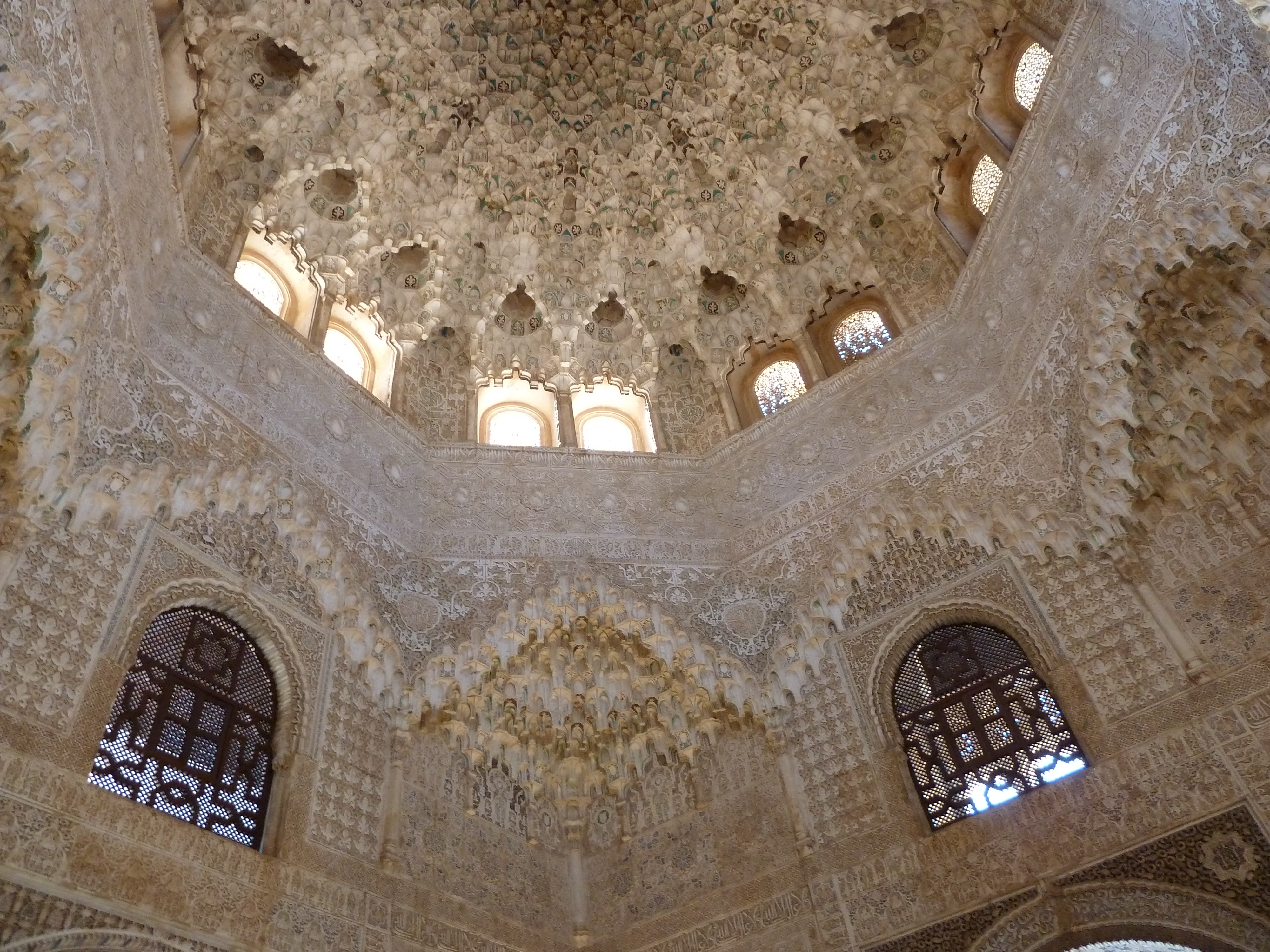
Sala de las dos Hermanas
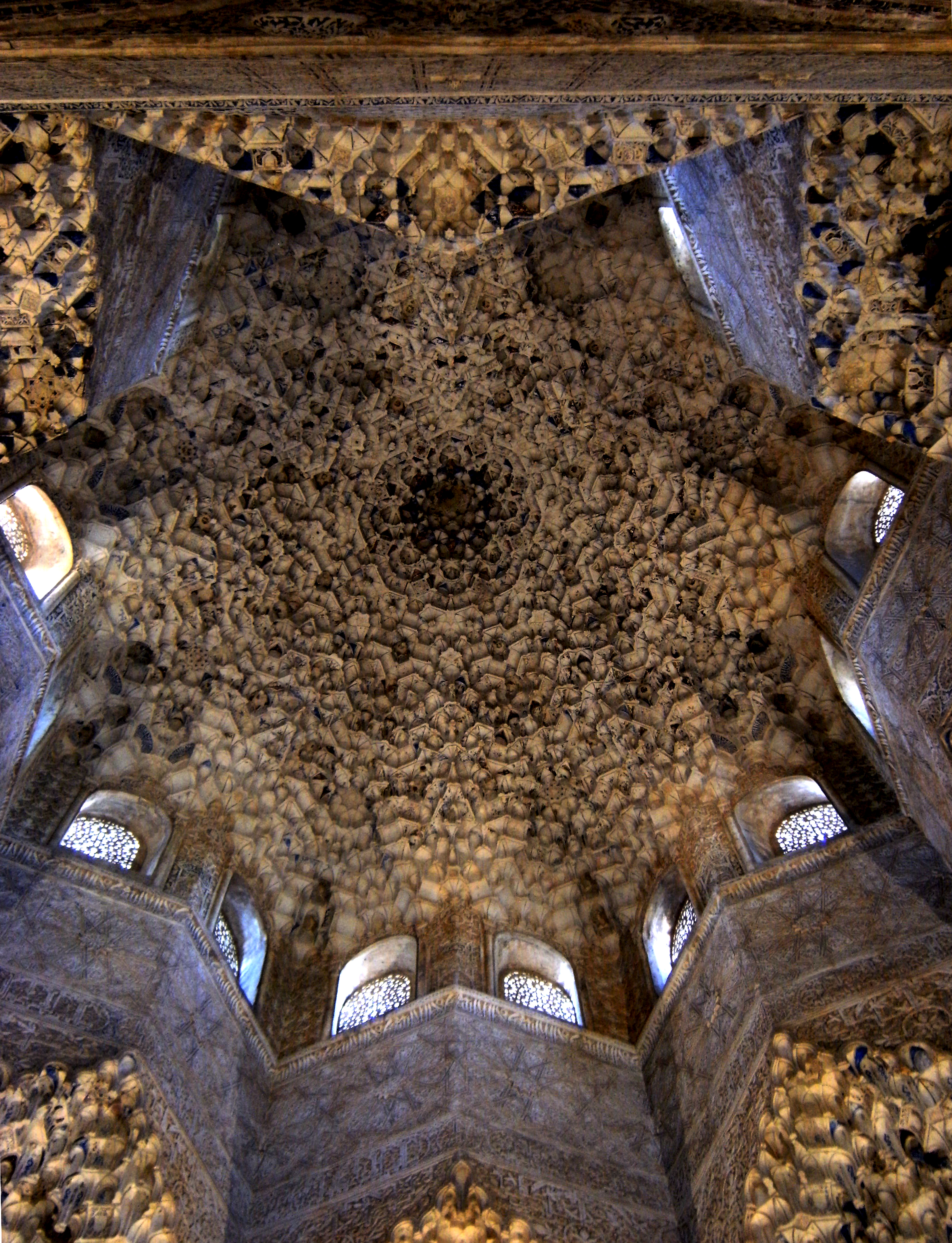
Sala de los Abencerrajes
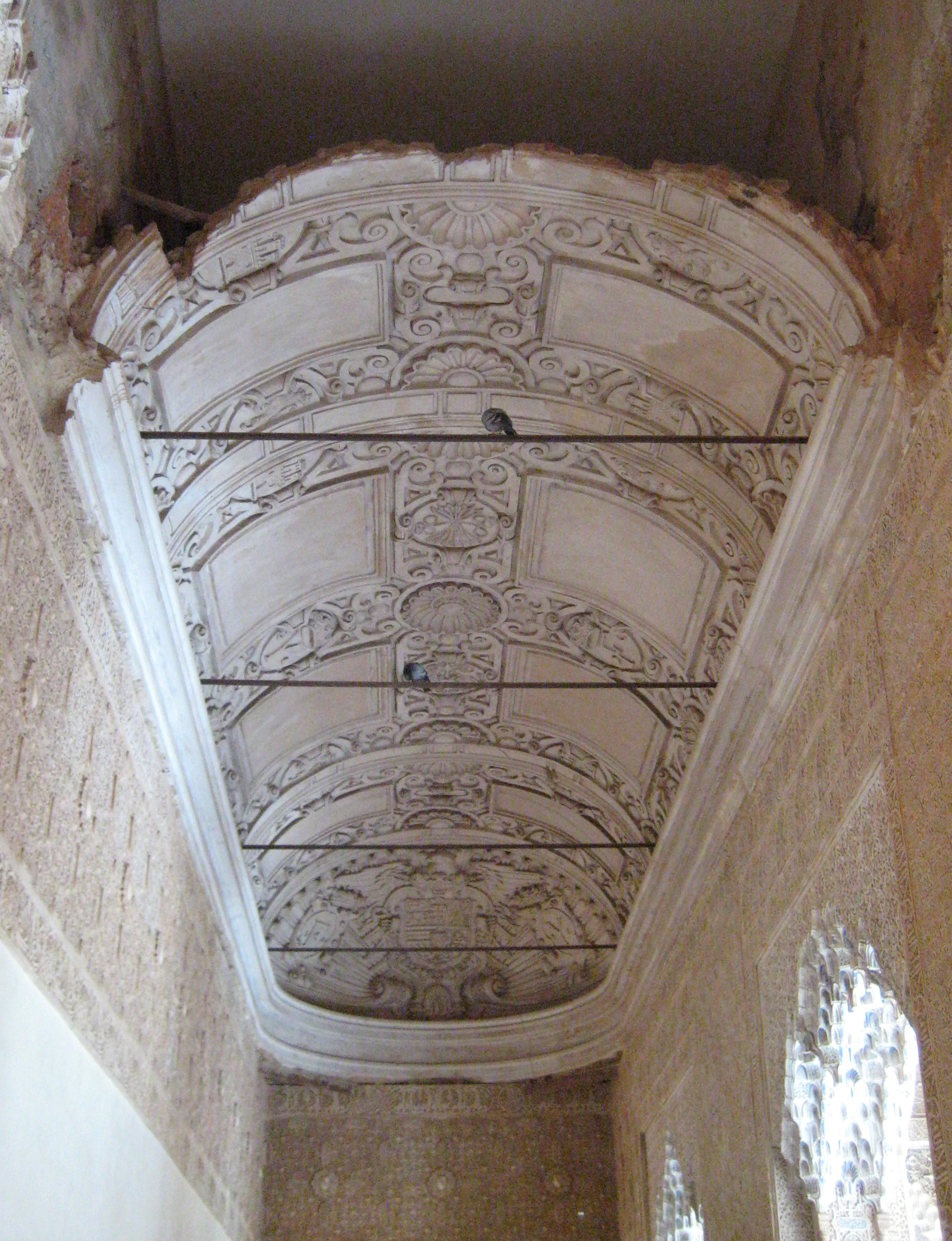
Sala de los Mocárabes
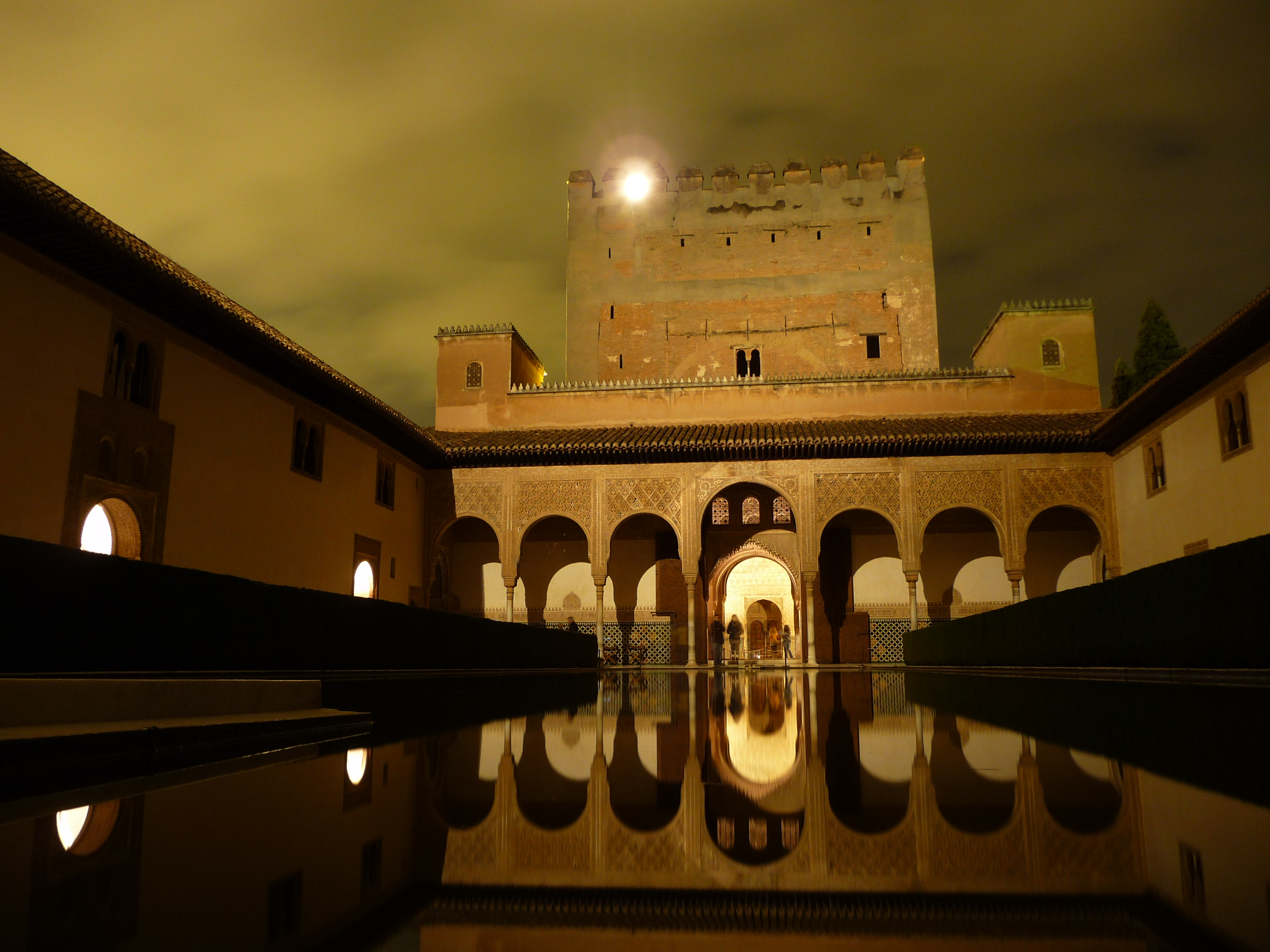
夜のアラヤネスのパティオ
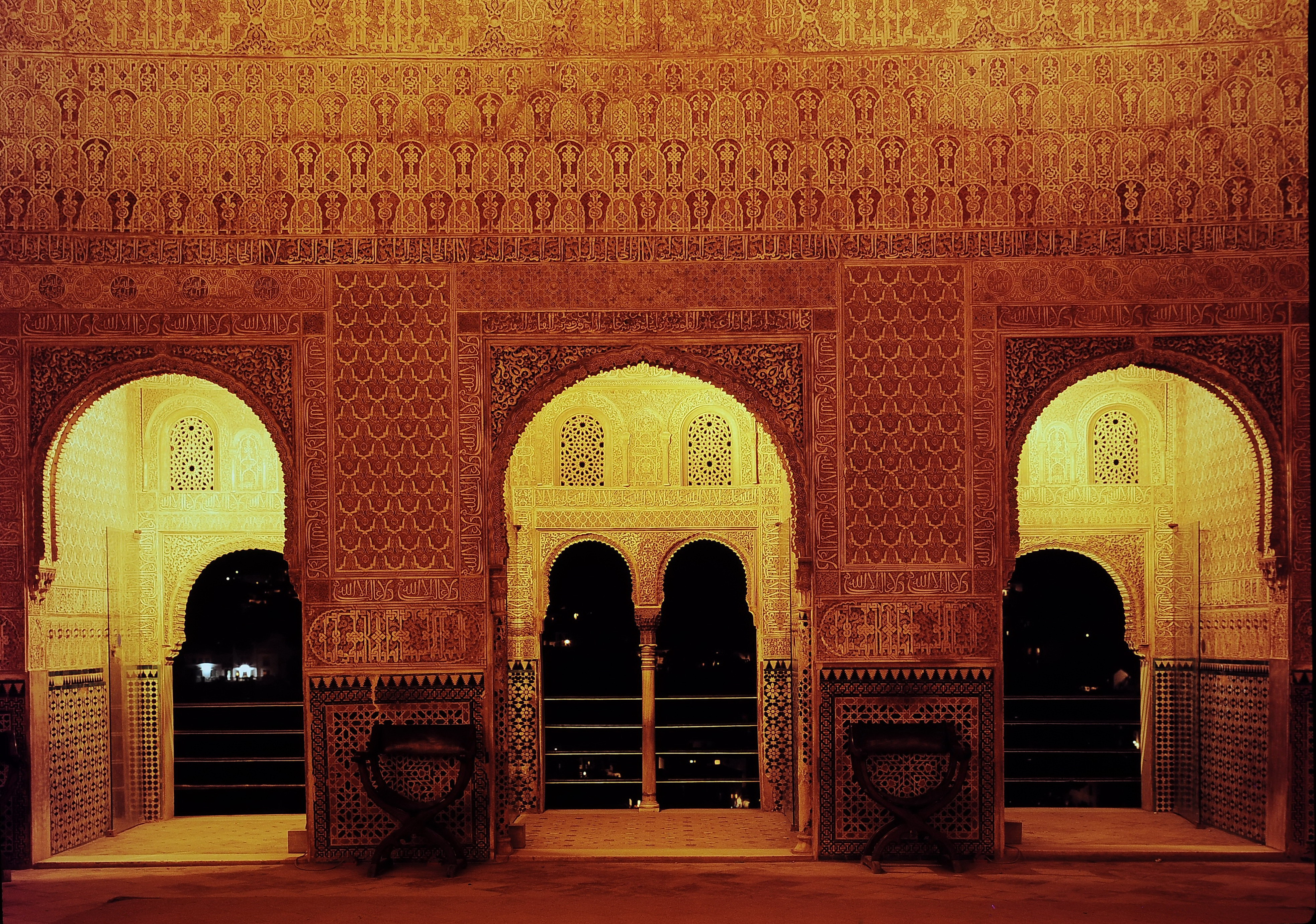
夜のアルハンブラ宮殿
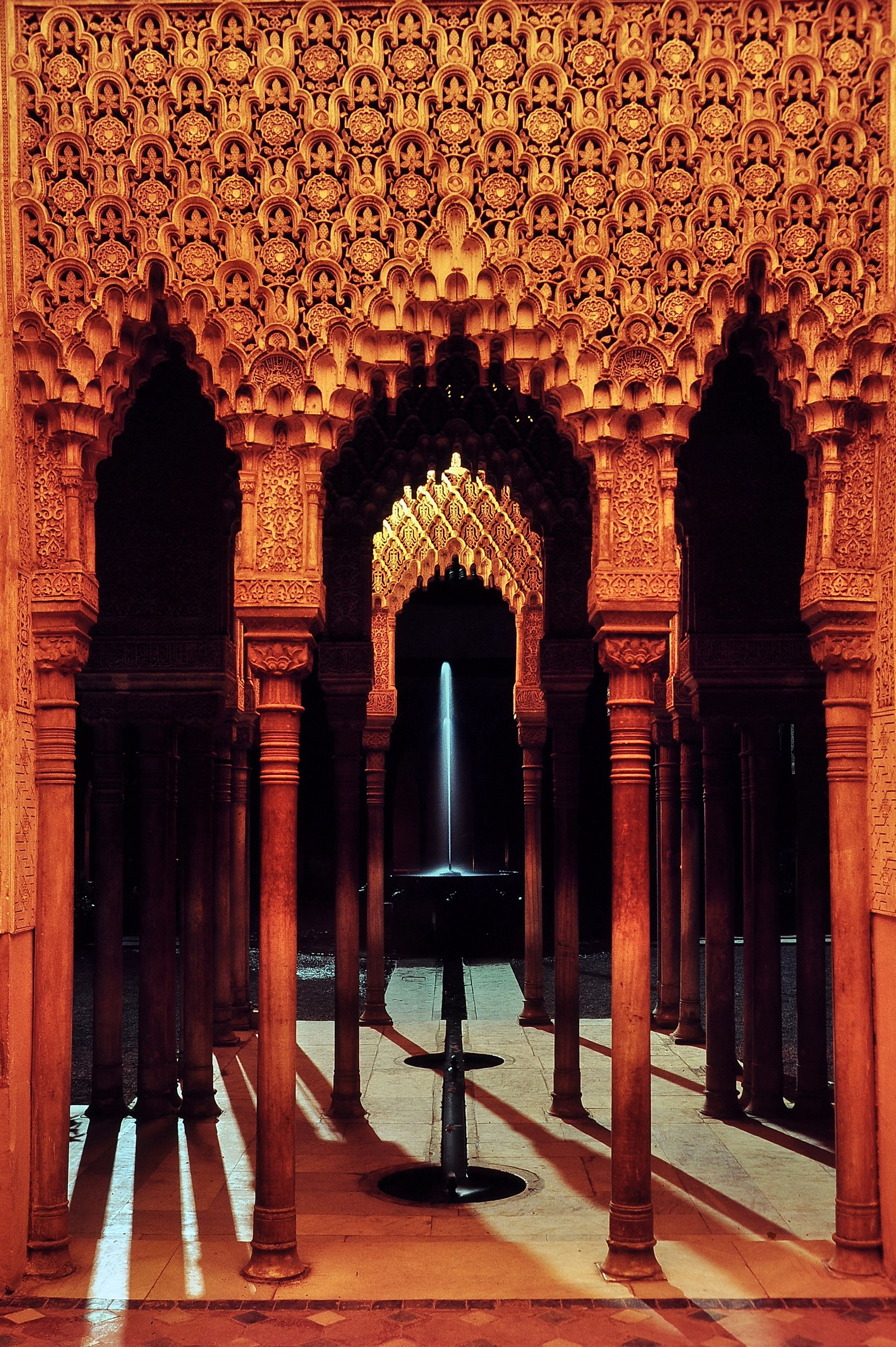
夜のライオンの中庭
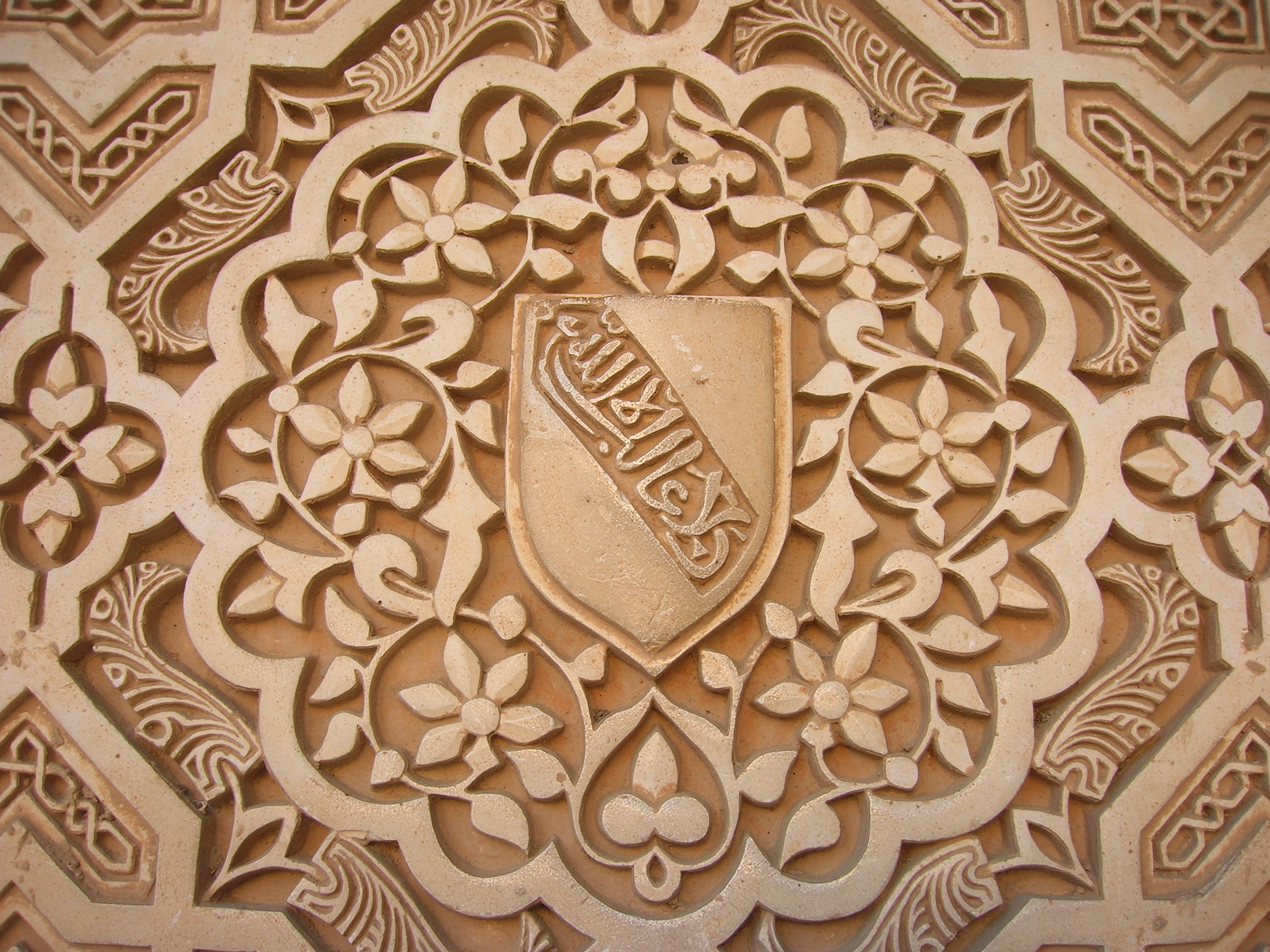
アラベスク
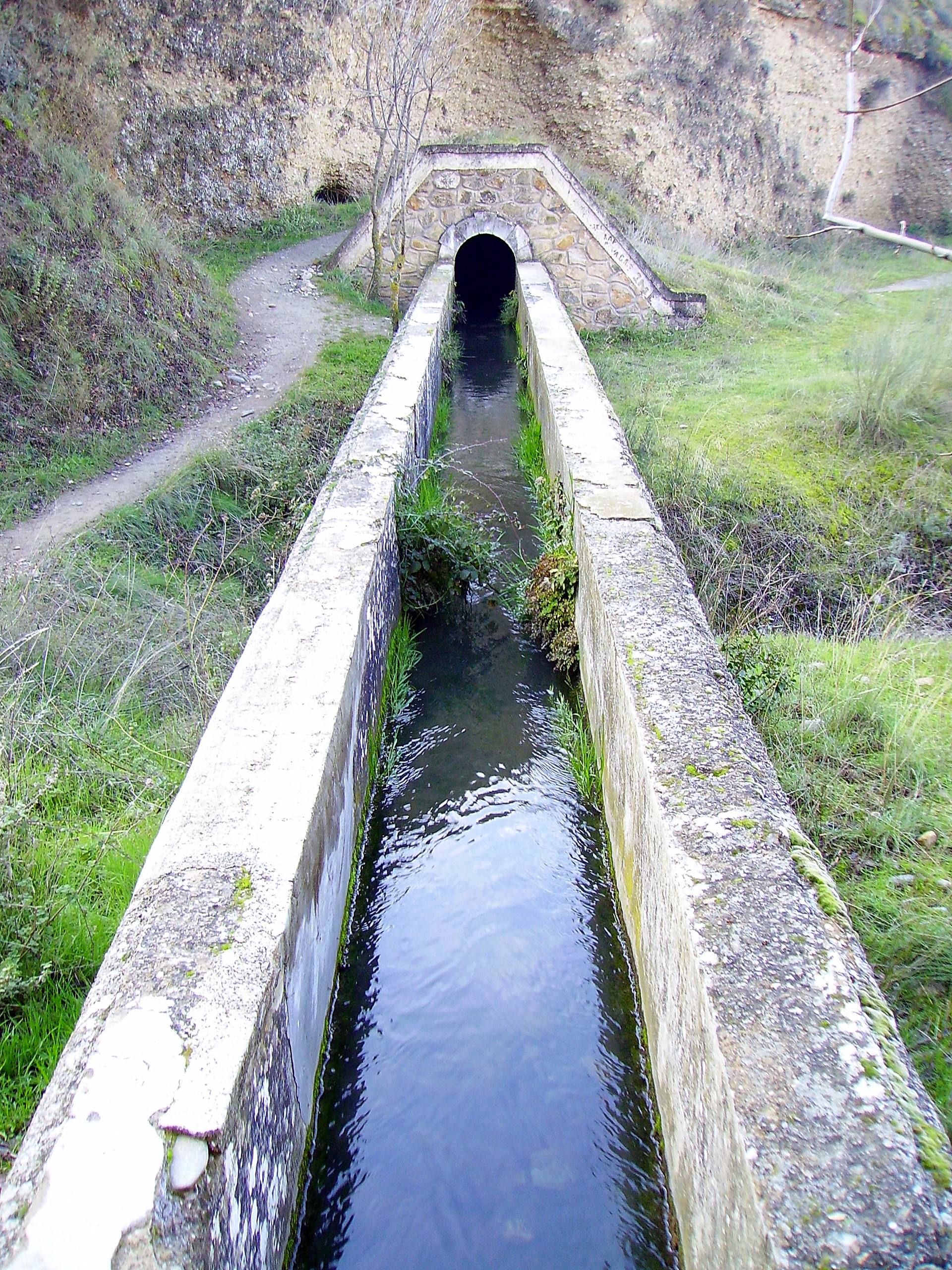
灌漑用水路

## 備考
- クラシックギターの名手タレガ は、この宮殿にちなんで、トレモロ奏法で有名な『アルハンブラの思い出』 (Recuerdos de la Alhambra) を作曲した。美しい哀感を帯びたメロディーで、特に日本では人気が高い。
- クロード・ドビュッシーは、この宮殿の「ワインの門」から着想して、ピアノ曲『ヴィーノの門』 (La Puerta del Vino)を作曲した。またこの宮殿の中庭（またはそこに住んでいたとされるムーア人の女性）の名前から着想した、2台のピアノのための『リンダラハ』 (Lindaraja) も作曲している。
- アメリカの作家ワシントン・アーヴィングは、『アルハンブラ物語』という紀行文学を書き、このためアルハンブラ宮殿が欧米諸国に広く知られるようになった。
- 宮殿内に国営ホテルパラドールがある。